# Alexanderkirche (Wildeshausen)

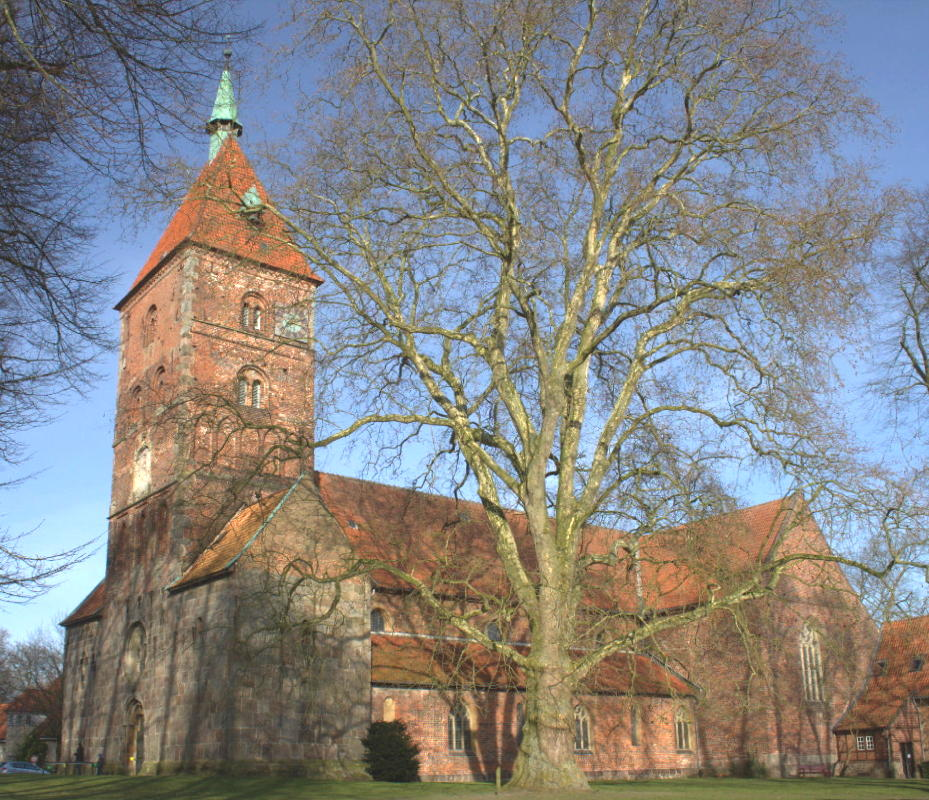
Südansicht der Alexanderkirche

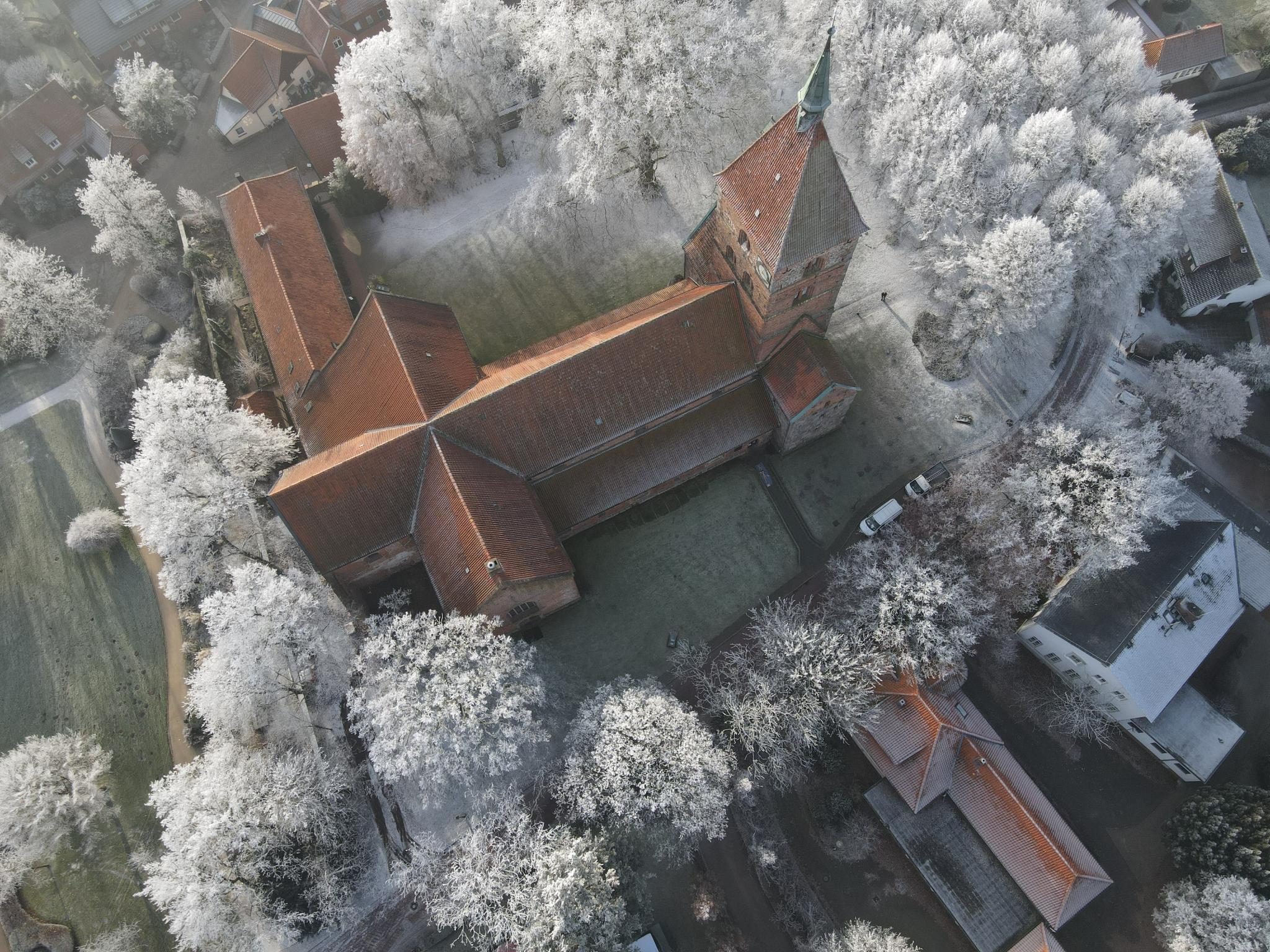
Drohnen-Aufnahme der Alexanderkirche

Die St.-Alexander-Kirche ist ein spätromanisches Kirchengebäude in Wildeshausen. Die Backsteinkirche mit einem Westbau aus Granitquadern gilt als das älteste sakrale Gebäude und als die einzige erhaltene romanische Basilika im Oldenburger Land.

## Geschichte

### Gründung des Stiftes

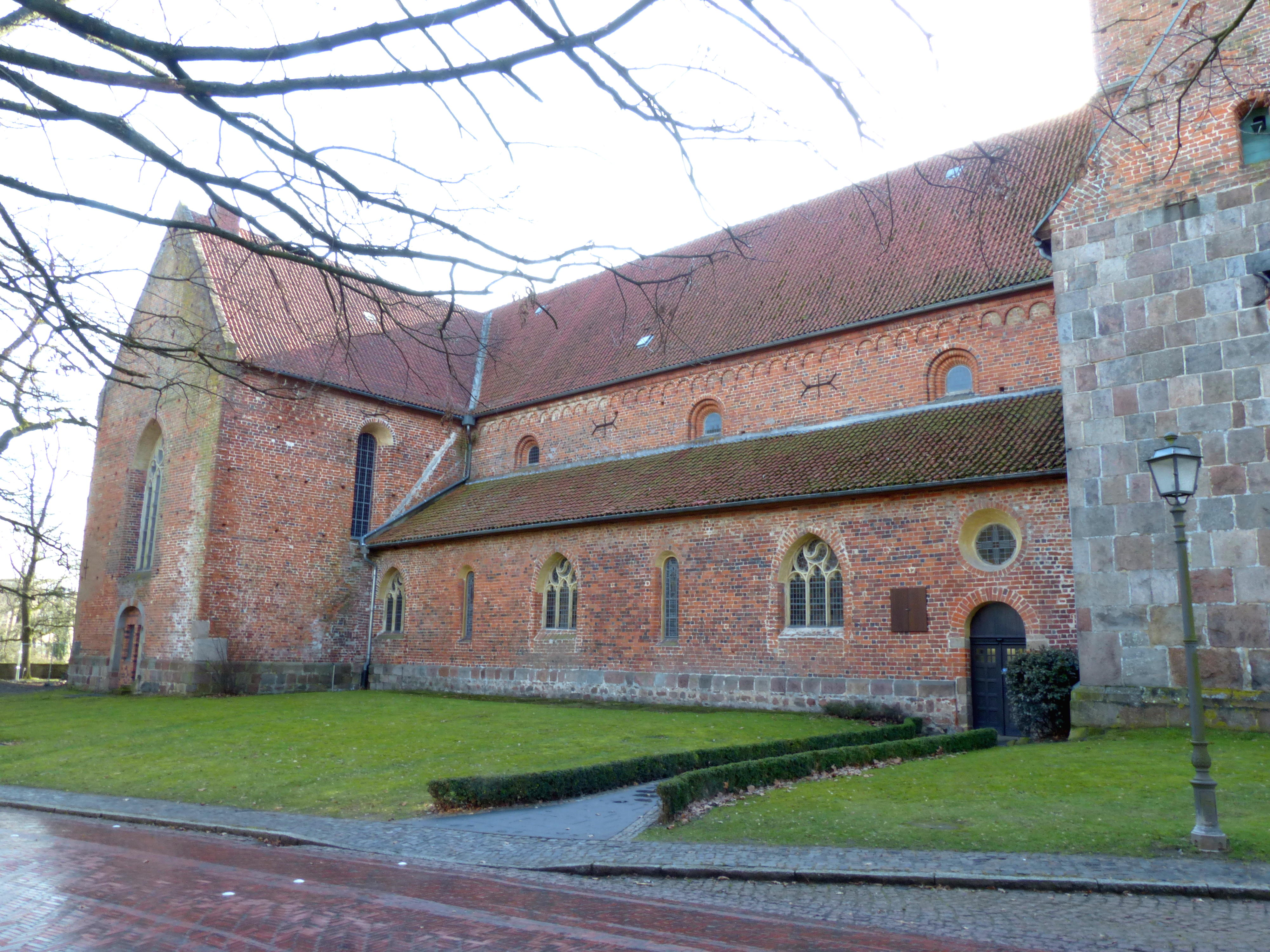
Nordseite mit romanischen Obergaden

Bereits im Jahre 851 gründete Waltbert – ein Enkel des Sachsenherzoges Widukind – das Stift St. Alexandri. Dazu überführte er die Reliquien des Märtyrers Alexander aus Rom hierher und überließ dem Stift als wirtschaftliche Grundlage den Herrenhof Wigaldihus samt zugehörigem Dorf. Von der Übertragung und den sie begleitenden Wundern berichtet die Translationslegende De miraculis sancti Alexandri. Die erste und die zweite Kirche des Stiftes, chronikalisch erwähnt, waren wahrscheinlich beide aus Holz.

### Basilika seit dem 13. Jahrhundert

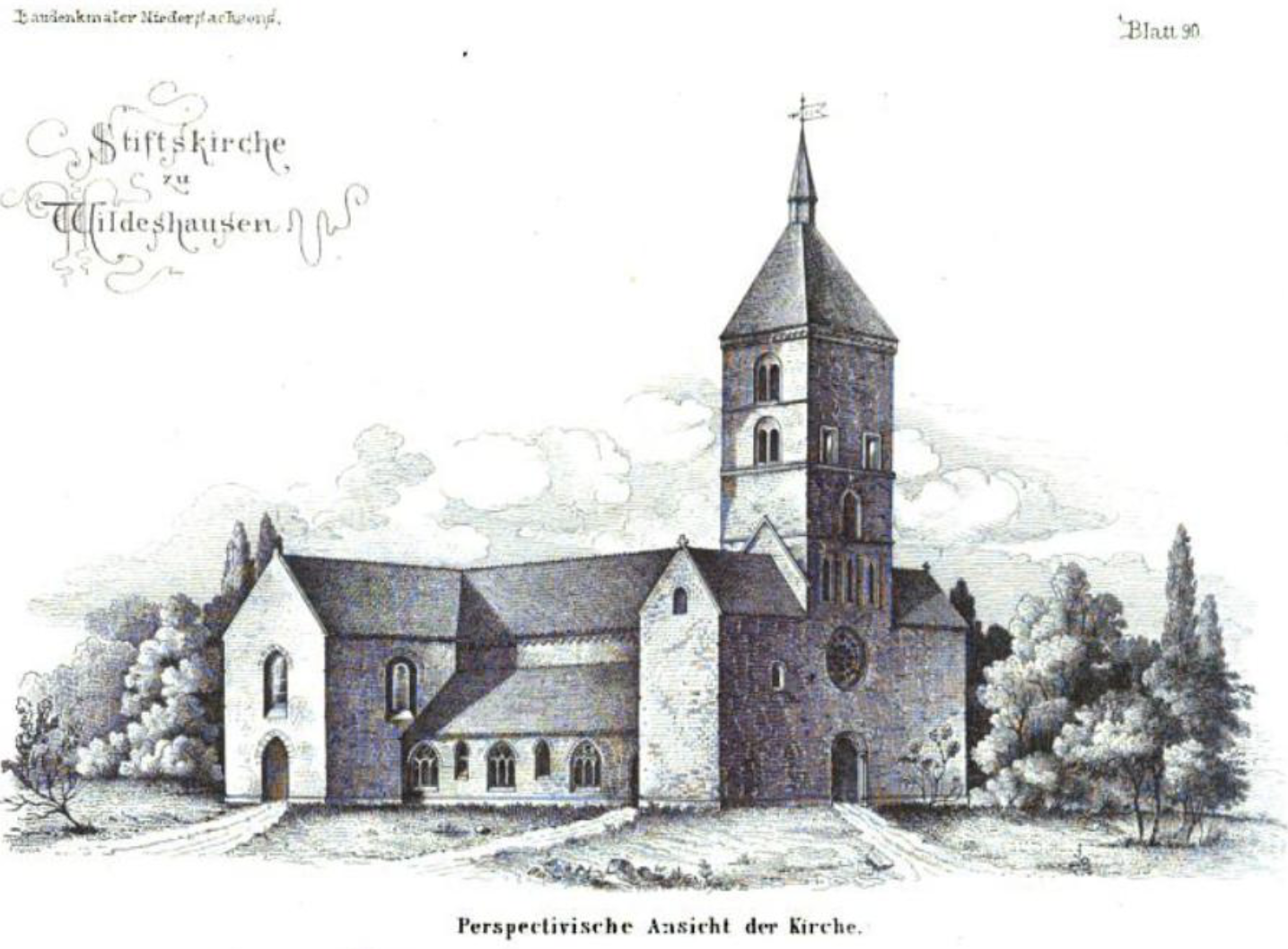
1861: Dach des Nordseitenschiffs bis gerade über die Obergadenfenster

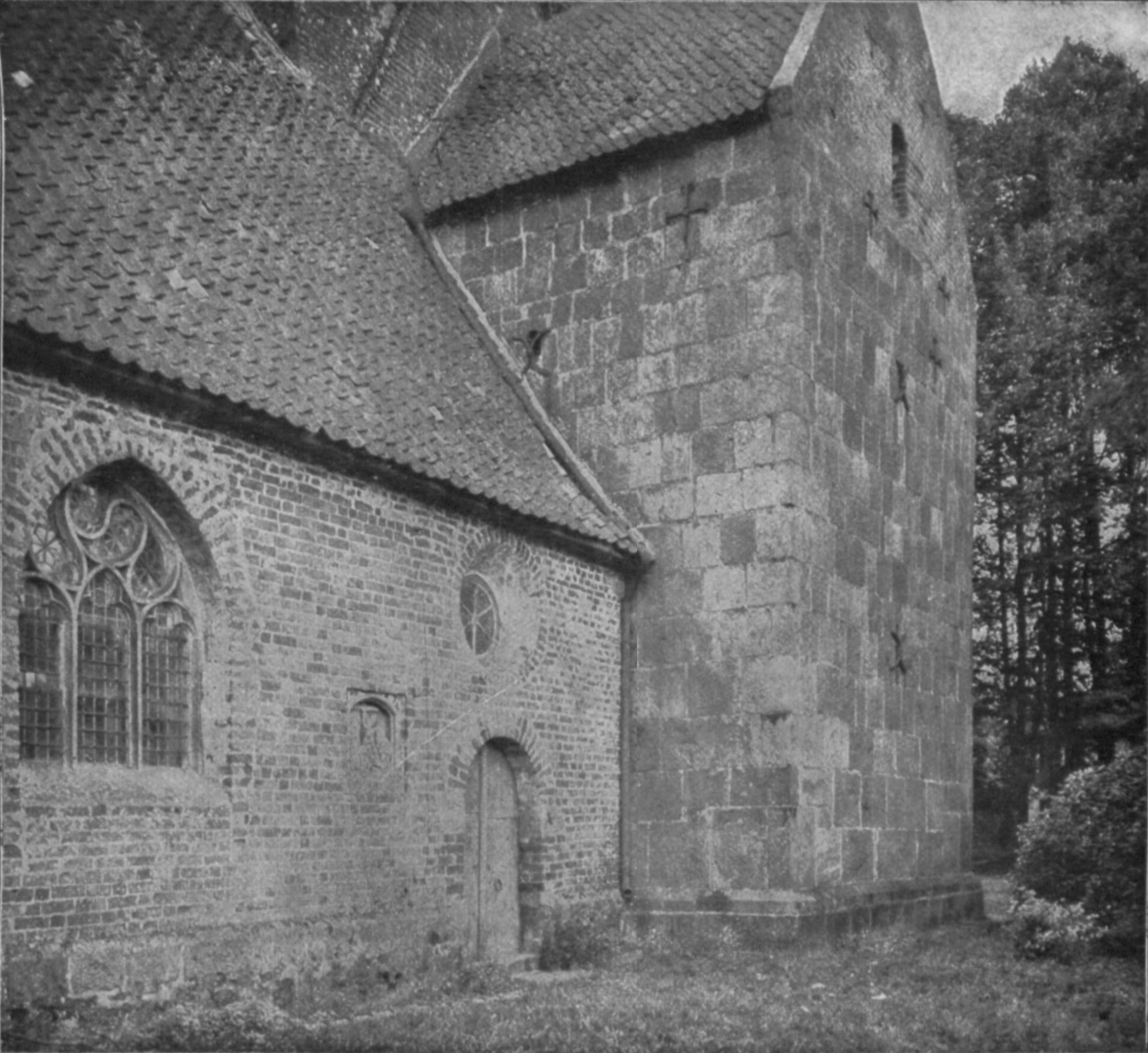
Bis 1910: Dach des Nordseitenschiffs bis an die Traufe des Mittelschiffs

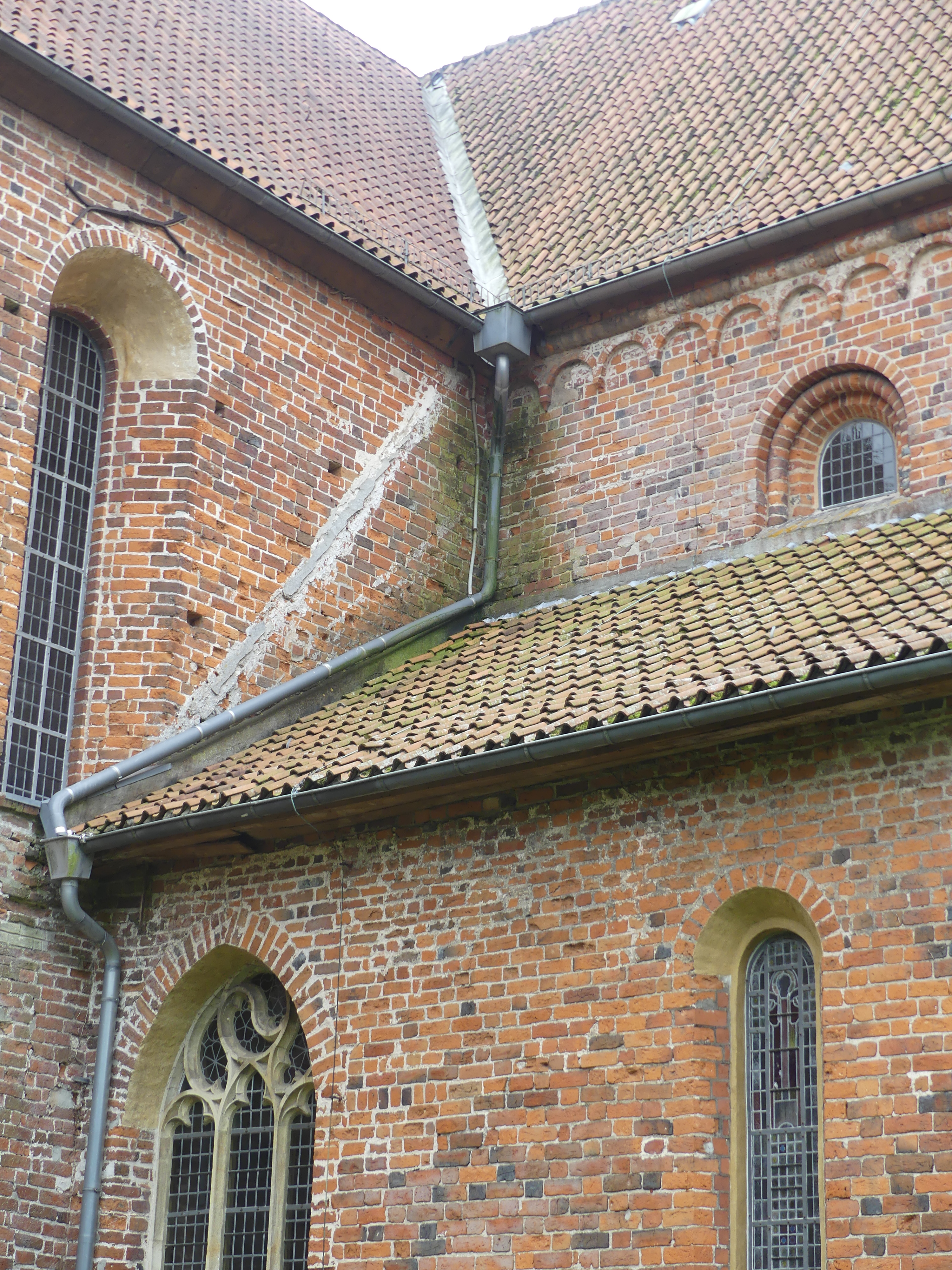
Nordquerhaus und Obergaden mit ehemaligen Dachanschlägen von 1861 (dünn) und 1910 (dick)

Über die Errichtung der Kirche im frühen 13. Jahrhundert gibt es eine chronikalische Nachricht, die durch einen 1635 verfassten Stiftskalender indirekt überliefert ist. In den Jahren 1214 und 1219 seien kurz nach einander zwei Türme eingestürzt, 1224 die Fundamente des (heutigen) Turms gesetzt worden.In der vorhandenen Literatur über die Alexanderkirche wurde das überlieferte Datum von 1224 ohne nähere Untersuchung, welche Art von Bautätigkeit mit „fundamentum turris“ gemeint sei, als Baubeginn der heutigen Alexanderkirche angenommen. Das gilt auch für A. Former, der die Kirche ab 1910 restauriert hat. Die Formulierung der Chronik irritiert, da der neue, heutige Turm bekanntlich nicht auf einem neuen Fundament errichtet wurde, sondern großenteils auf dem alten Turmunterbau steht, dem aus Granitquadern errichteten Westbau; nur einen halben Meter ragt er weiter nach Osten. Der Stiftskalender enthält allerdings auch einige Fehler hinsichtlich erwähnter Personen jener Zeit. Zum ersten Einsturz ist im Kalender vermerkt, es habe keine Schäden an (Menschen und) Glocken gegeben. Also hing wahrscheinlich noch keine Glocke in dem Turm, war dieser vielleicht entweder noch nicht ganz oder gerade erst fertiggestellt worden. Stilistisch passen Schiff und Ostteile der Kirche zu einer Bauzeit zwischen etwa 1200 und 1214. Von 1190 bis 1216 war Gerhard von Oldenburg-Wildeshausen Bischof von Osnabrück. In dieser Zeit genoss das Alexanderstift mehrfach großzügige Förderung, nicht allein durch den Bischof.
Baunähte in beiden Seitenschiffen deuten an, dass Chor und Querhaus vor dem Langhaus begonnen wurden, wie dies im 13. Jahrhundert üblich war. Da der Backsteinbau in Nordwestdeutschland um 1160–1170 begonnen hatte (Verdener Domturm, St. Osdag in Mandelsloh), kann auch an der Alexanderkirche schon vor dem Einsturz der Türme in Backstein gebaut worden sein. Das Westportal aus Sandstein passt mit seinen Tierdarstellungen gut in das erste Viertel des 13. Jahrhunderts, also die Errichtungszeit des Granitbaues. Zu der Zeit einer für 1312 Urkundlich belegten Altarweihe baute man auch im nordwestdeutschen Backsteingebiet schon im Stil der Hochgotik, die an der Alexanderkirche nicht zu finden ist.
Über den heutigen Pultdächern der Seitenschiffe gibt es Spuren mehrerer anderer Dachformen, ein Hinweis auf wiederholter Probleme mit Regenwasser. Die Lage der Sohlbänke der vermauerten Westfenster nahe über den Seitenschiffswänden deutet an, dass zunächst jedes Seitenschiffsjoch ein eigenes Querdach hatte. Die Obergadenfenster, wegen des Gebundenen Systems jeweils über der Grenze zweier Seitenschiffsjoche gelegen, wurden für die heutigen Dächer unten zur Hälfte zugemauert.
Im 17. Jahrhundert fand eine Renovierung in Formen der eigentlich schon abgeklungenen Gotik statt. Einige bauliche Veränderungen wurden bei einer großen Renovierung 1907–1912 rückgängig gemacht, die unter der Leitung der Architekten Heinrich Wilhelm Ludwig Wege, dann Adolf Rauchheld (beides oldenburgische Baubeamten) und schließlich ab 1910 Alexander Former aus Berlin ausgeführt wurde. Der Chor erhielt eine Ausmalung im Jugendstil. Auch Altar, Kanzel und Fenster wurden in strengen Jugendstil-Formen neu errichtet, wobei darauf geachtet wurde, dass diese mit dem spätromanischen Bau gut harmonierten. Im Zweiten Weltkrieg geriet der Turm im Jahr 1945 durch Artilleriebeschuss in Brand, wobei die Turmspitze vernichtet wurde. Sie wurde 1948 in der für das 13. Jahrhundert angenommenen Form wieder errichtet.
Im Jahr 1970 wurde eine 1951 begonnene Renovierung abgeschlossen. Bei ihr kehrte das große gotische Kreuz an seinen angestammten Platz unter den Vierungsbogen zurück. Darunter wurde ein weiterer Altar und eine weitere, dazu passende neue Kanzel eingerichtet. Im Jahr 1953 wurden einige Fresken freigelegt, von denen die ältesten – in der Sakristei – aus dem 13. Jahrhundert stammen. Die Jugendstilausmalung wurde mit weißer Farbe übertüncht.
1972 beschädigte der Orkan Quimburga die Kirche schwer.
In den Jahren 2000 bis 2004 wurde die Kirche vollständig restauriert und die Jugendstilmalereien von 1910 wieder freigelegt und restauriert.

## Architektur
Der Grundriss der Kirche hat die Form eines lateinischen Kreuzes, mit einem dreischiffigen Langhaus und einem nach den Seiten nicht sehr weit ausladenden Querhaus.
Das Langhaus ist nach dem sogenannten gebundenen System gegliedert, die Seitenschiffe haben je sechs Joche bis zur Vierung, das Mittelschiff drei.
Westlich ist das Langhaus durch einen Westbau begrenzt, der nach beiden Seiten über die Seitenschiffe hinaus ragt. Im Gegensatz zur übrigen Kirche bestehen die Außenseiten der Wände aus Granitquadern, zurechtgehauen aus Findlingen. Die Innenseiten der Wände bestehen großenteils aus Backstein, auch dort, wo Schäden durch die beiden Turmeinstürze unwahrscheinlich sind. Der Westbau trug die beiden 1215 und 1219 eingestürzten Türme und wird in das erste Viertel des 13. Jahrhunderts datiert, ist also nicht unbedingt älter als das erste Backsteinmauerwerk von Langhaus und Ostteilen.

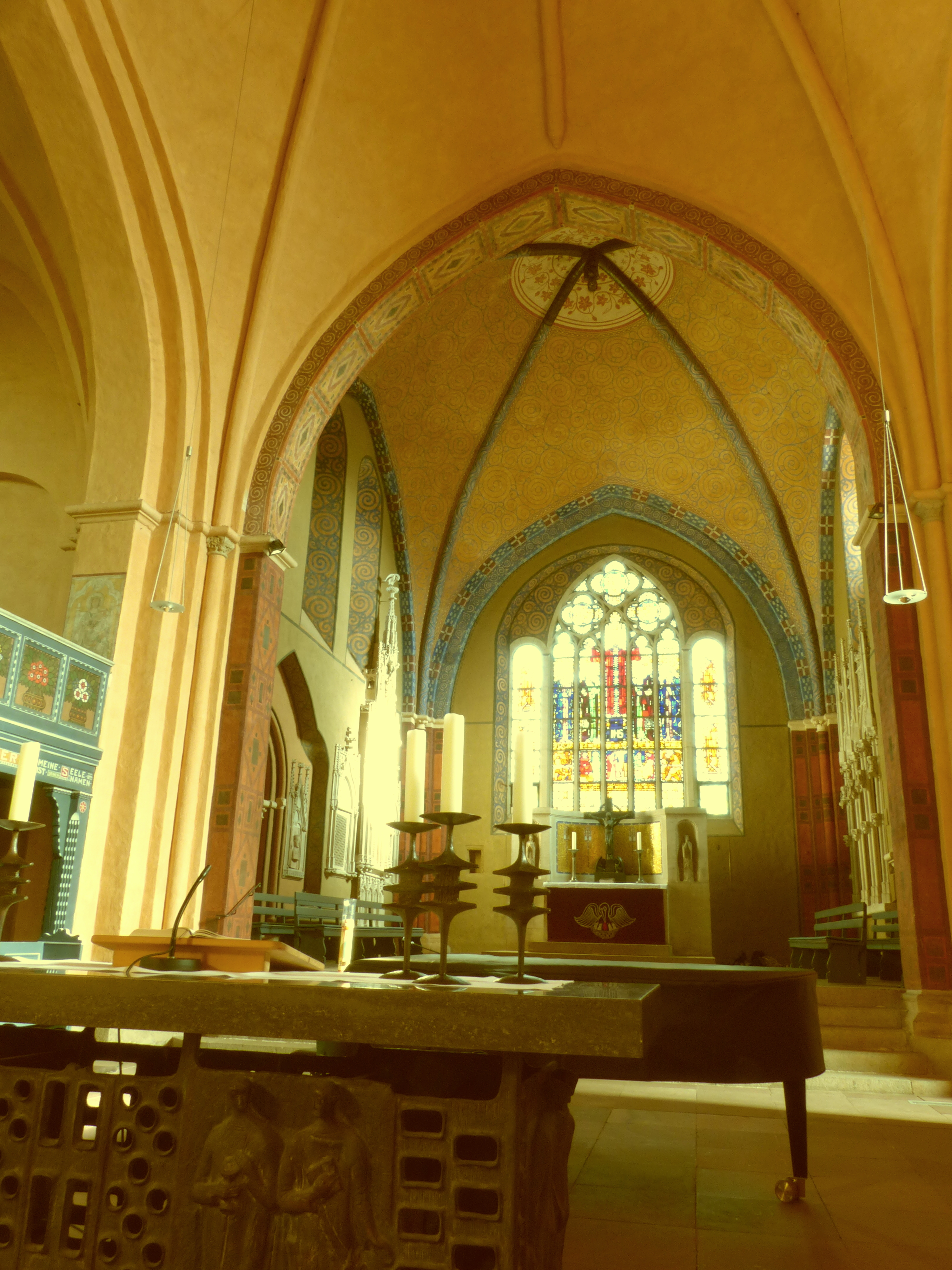
Chor
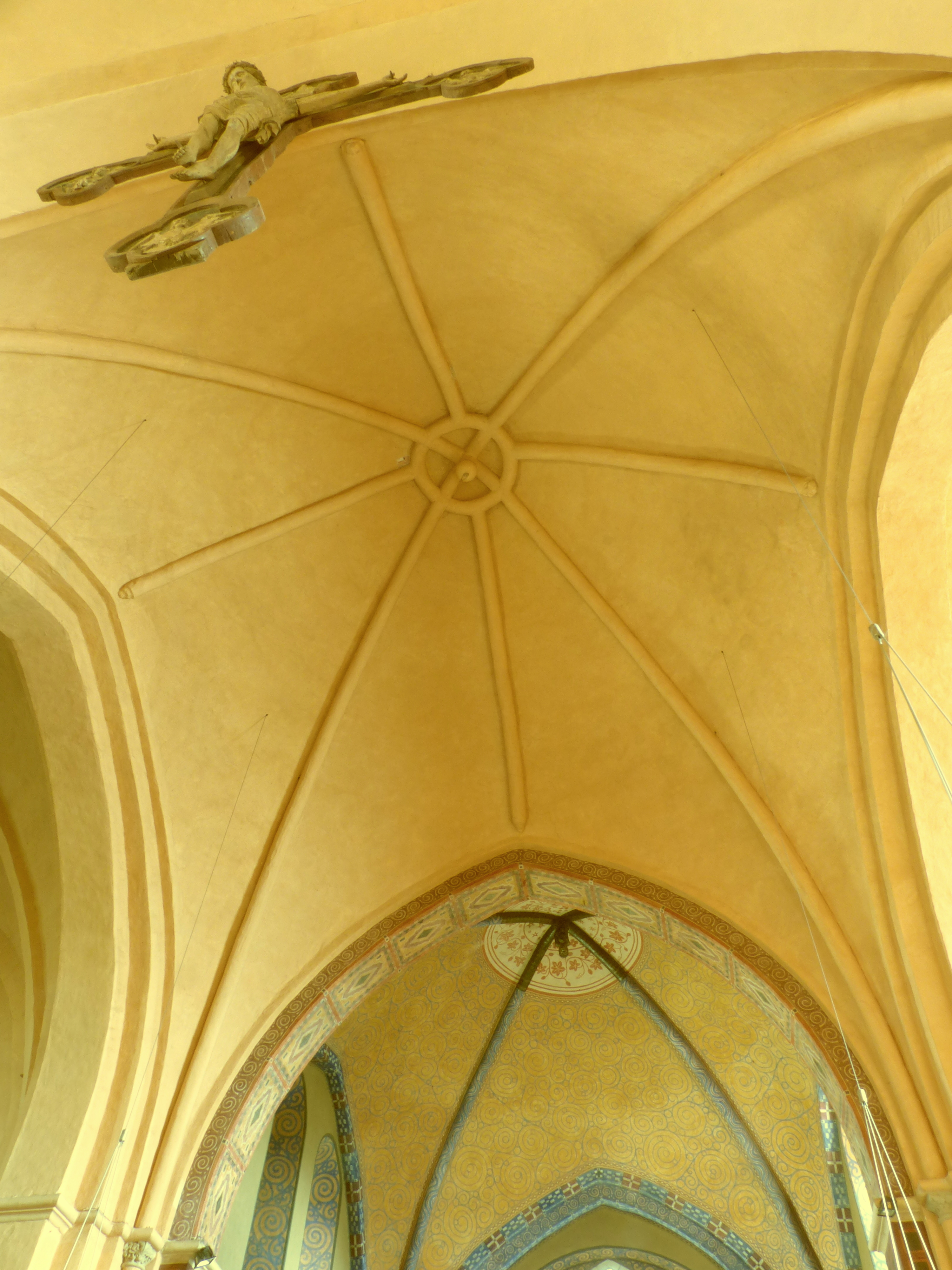
Vierungsgewölbe
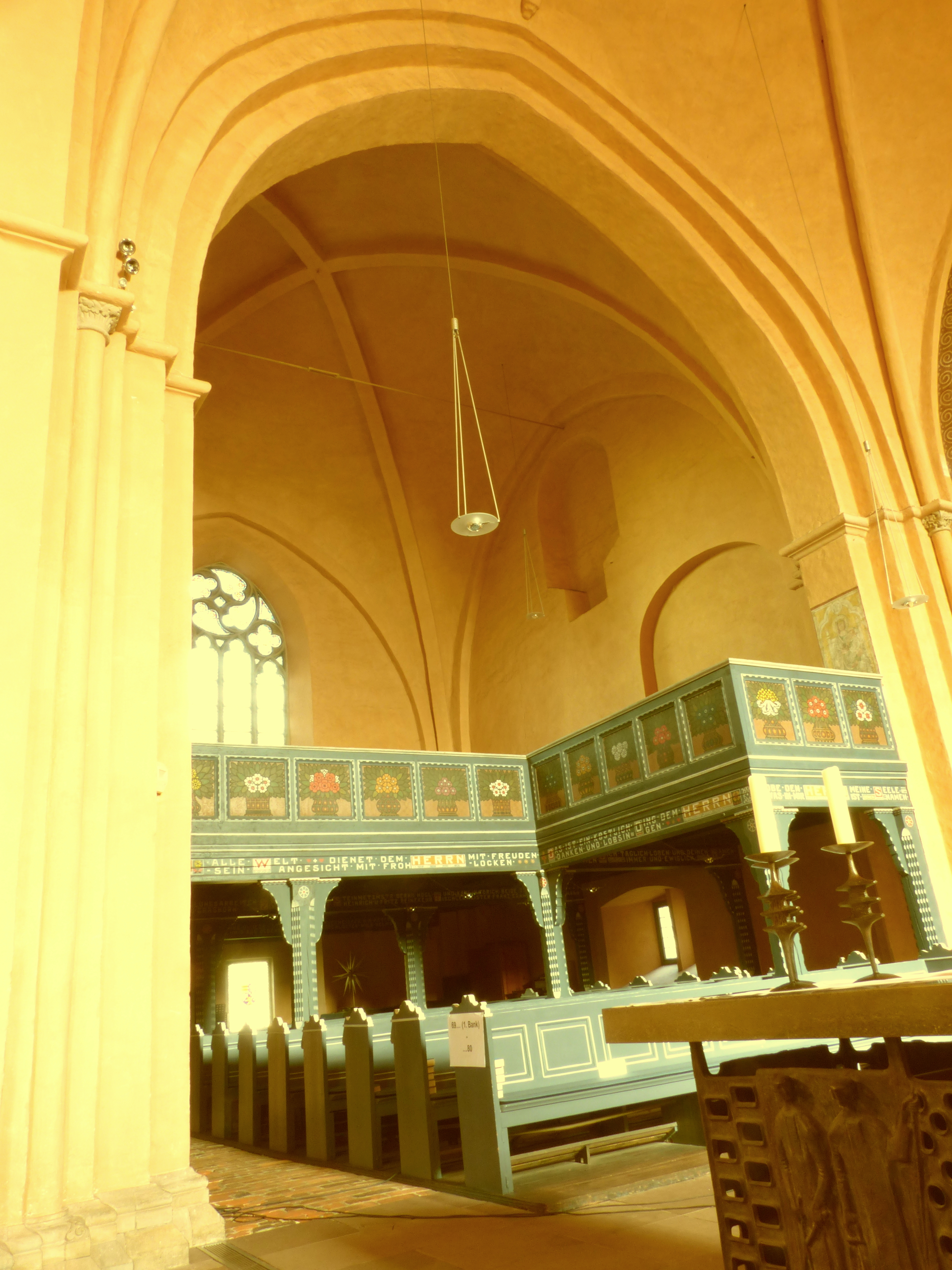
Nördlicher Querhausarm
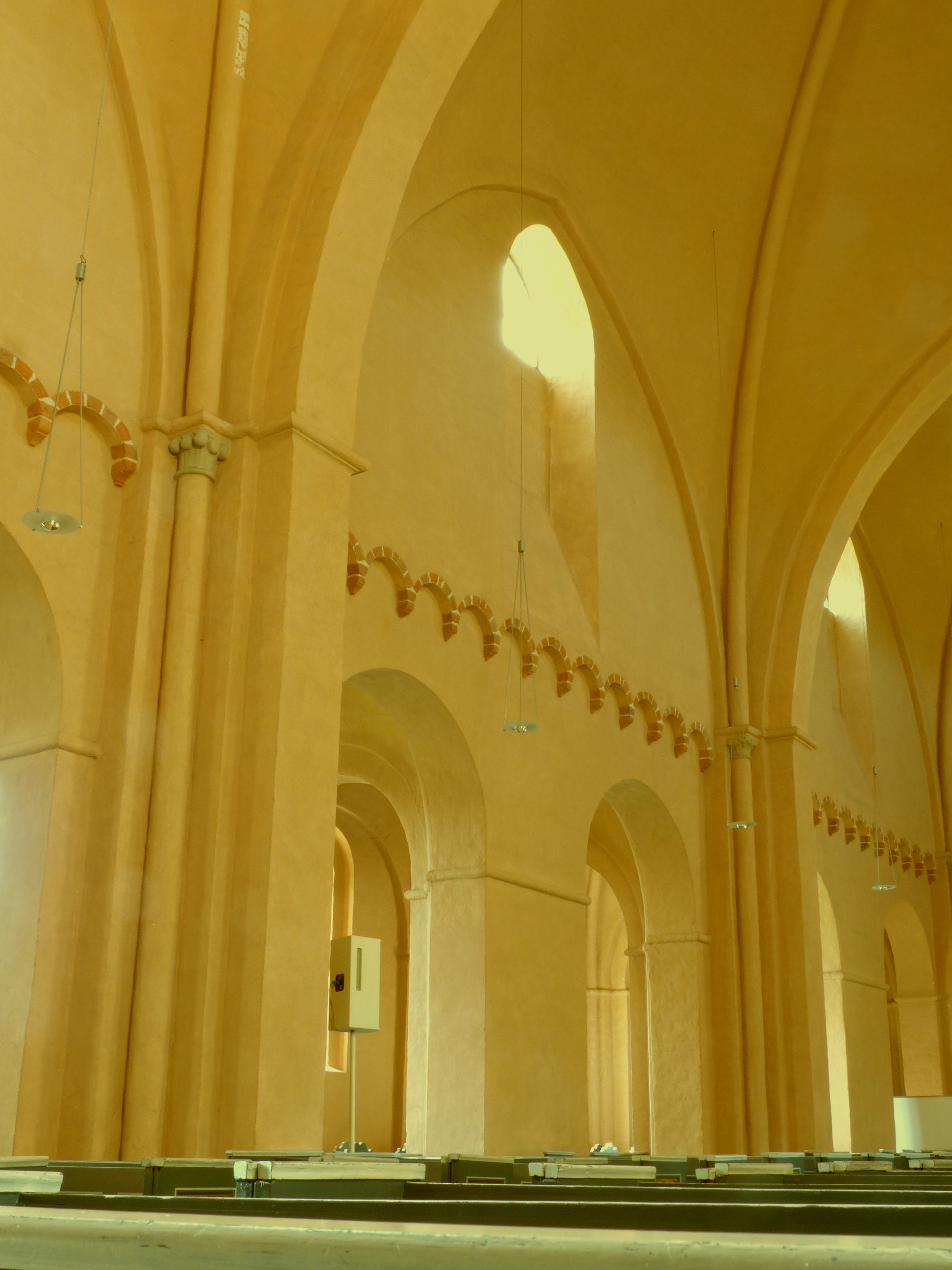
Südliche Arkade
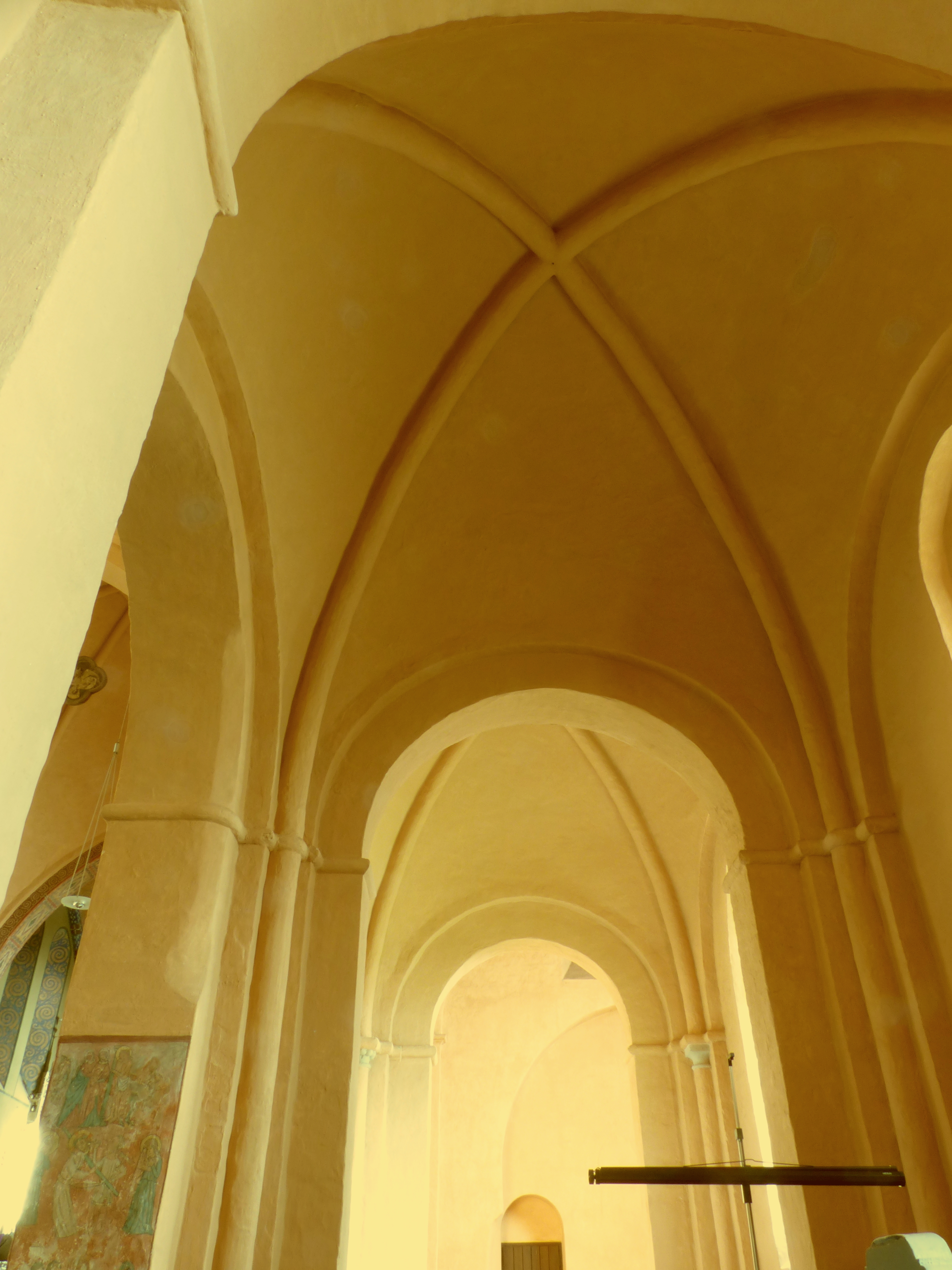
Südseitenschiff

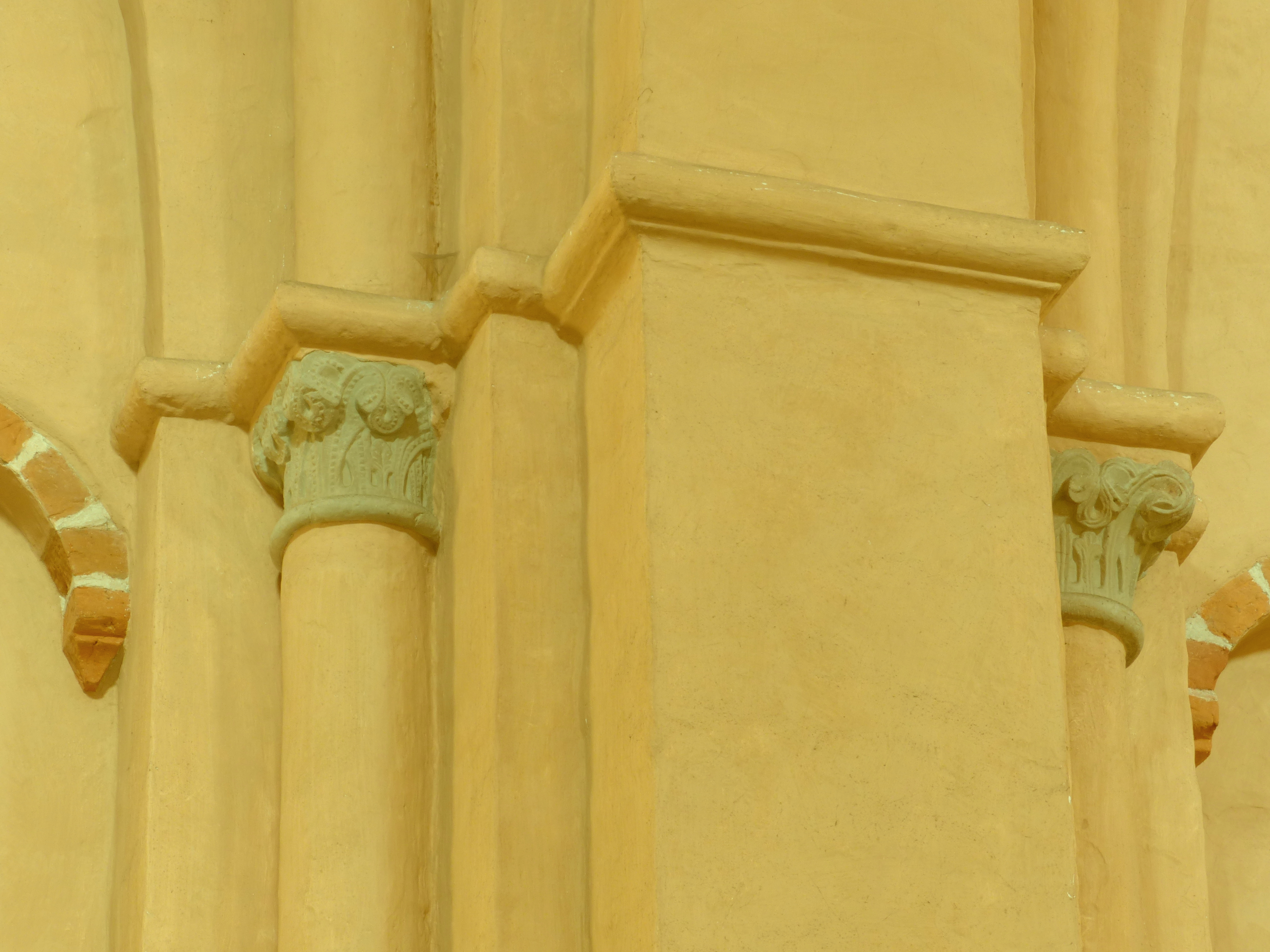
Fein gearbeitete Kapitelle unter verkröpftem schlichtem Kämpfersims

Der Traufenfries der Hochschiffswände ragt mit beiderseits zwei Bögen über die Dachschrägen der anstelle der eingestürzten Türme errichteten Satteldächer, und der Backsteinturm steht mit seinen östlichen Ecken auf diesen friesgeschmückten Mauern. Aber dort hat er andere Materialfarbe als östlich des Granitbaues. Der Mauerkern besteht in Gebäudeteilen mit Granithaut und Gebäudeteilen mit Backsteinhaut gleichermaßen aus Gussmauerwerk mit unregelmäßigen Feldsteinen.
Nach manchen Beschreibungen soll das Langhaus vor den östlichen Teilen errichtet worden sein, jedoch gibt es Anzeichen, dass Querhaus und Vierung vorher begonnen wurden; beide Querhausarme sind ebenso wie die im Winkel zwischen Südquerhaus und Chor anschließende Sakristei mit Bandrippengewölben gedeckt, während alle übrigen alle übrigen Teile des Kirchenraums mit Wulstrippengewölben schließen. An den Seitenschiffen sind beiderseits nahe dem Querhaus Baunähte zu erkennen, westlich von denen ihre Sockel aus nur einer Lage Granitquader über kleinem Feldgestein bestehen, während der Sockel unter den Ostteilen ganz aus Quadern besteht.

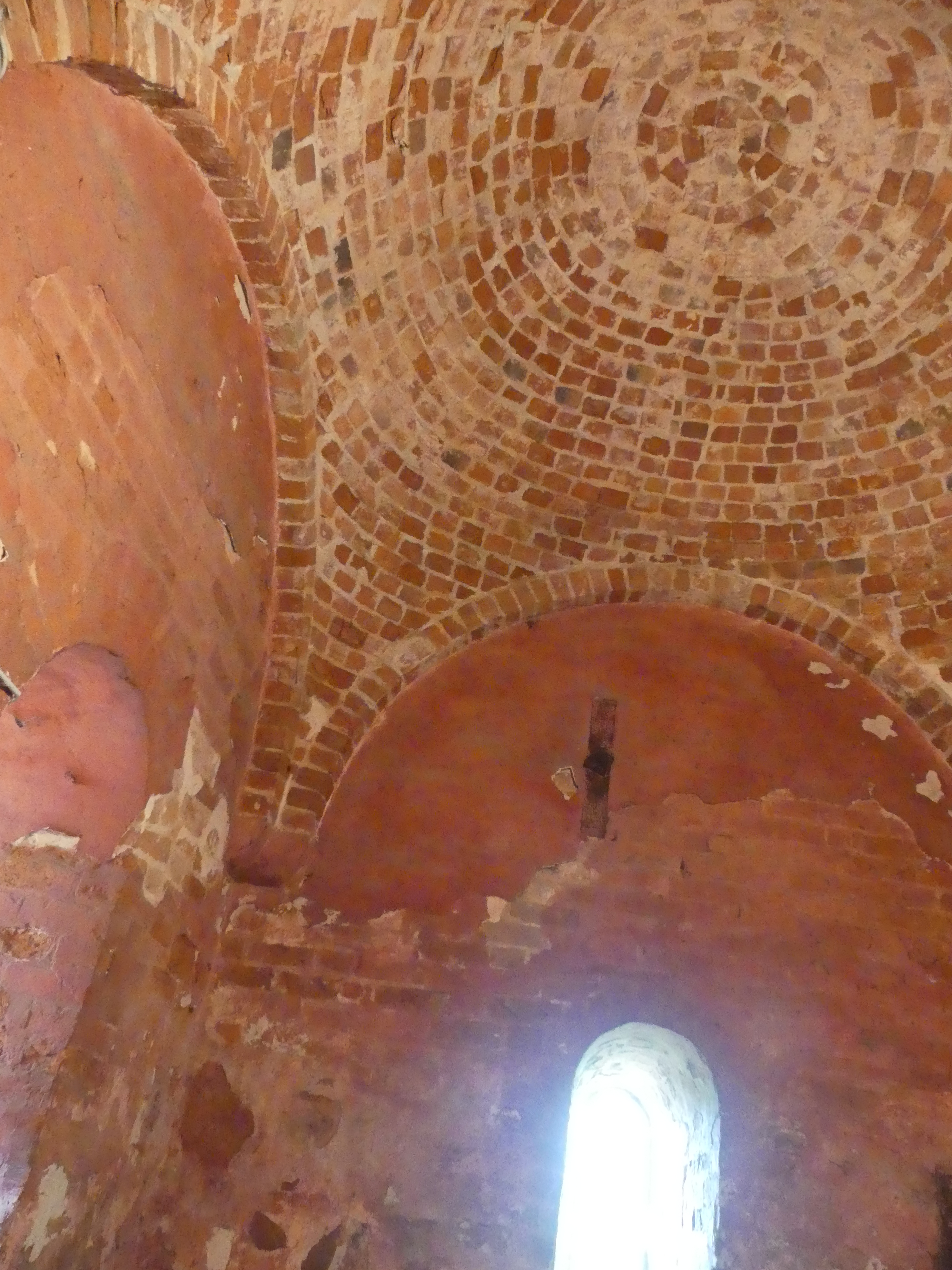
Kuppelgewölbe der südlichen Turmkapelle

Die Gurt- und Schildbögen von Chor, Querhaus und Mittelschiff sind spitz-, die der Seitenschiffe rundbogig. Spitzbogig sind aber auch dort die Rippen. Schlussstein haben nur zwei Joche, nämlich das Chorjoch und die Vierung, beide in der für die Frühgotik typischen Zapfenform, wie in der Bremer Liebfrauenkirche. Die Vierung hat als einziges ein achtteiliges Gewölbe mit Scheitelring; das entspricht der ursprünglichen Anlage der Lippstädter Marienkirche, die allerdings später einen spätgotischen Umgangschor mit Sterngewölbe erhielt. Die Hochschiffswände sind mit Rundbogenfriesen aus Sichtbackstein geschmückt.
Die nicht ganz quadratische Vierung ist gegenüber dem Langhaus um drei Stufen erhöht. Kapitelle und Pfeilerbasen sind reicher ausgebildet als im Langhaus.
Die Gewölbe der Querhausarme, nicht aber das des Chors, haben statt runder Rippenquerschnitte („Wulstrippen“) rechteckige („Bandrippen“).
Der Chor ist gegenüber der Vierung nochmals um einige Stufen erhöht. Unter Vierung ud Chor wurden bei der 1908–1912 durchgeführten Sanierung der Kirche Mauerreste gefunden, von denen nicht klar ist, ob sie zu einem Vorgängerbau oder einer Krypta gehörten. Auf einem Stich von Matthäus Merian ist in der Ostwand noch eine Dreifenstergruppe erkennbar, wie sie in der Zeit des Übergangs von der Romanik zu Gotik in Norddeutschland weit verbreitet war. Erst in der zweiten Hälfte des 17. Jahrhunderts erhielt der Ostgiebel das heutige Maßwerkfenster, verspätet in Formen der Spätgotik.

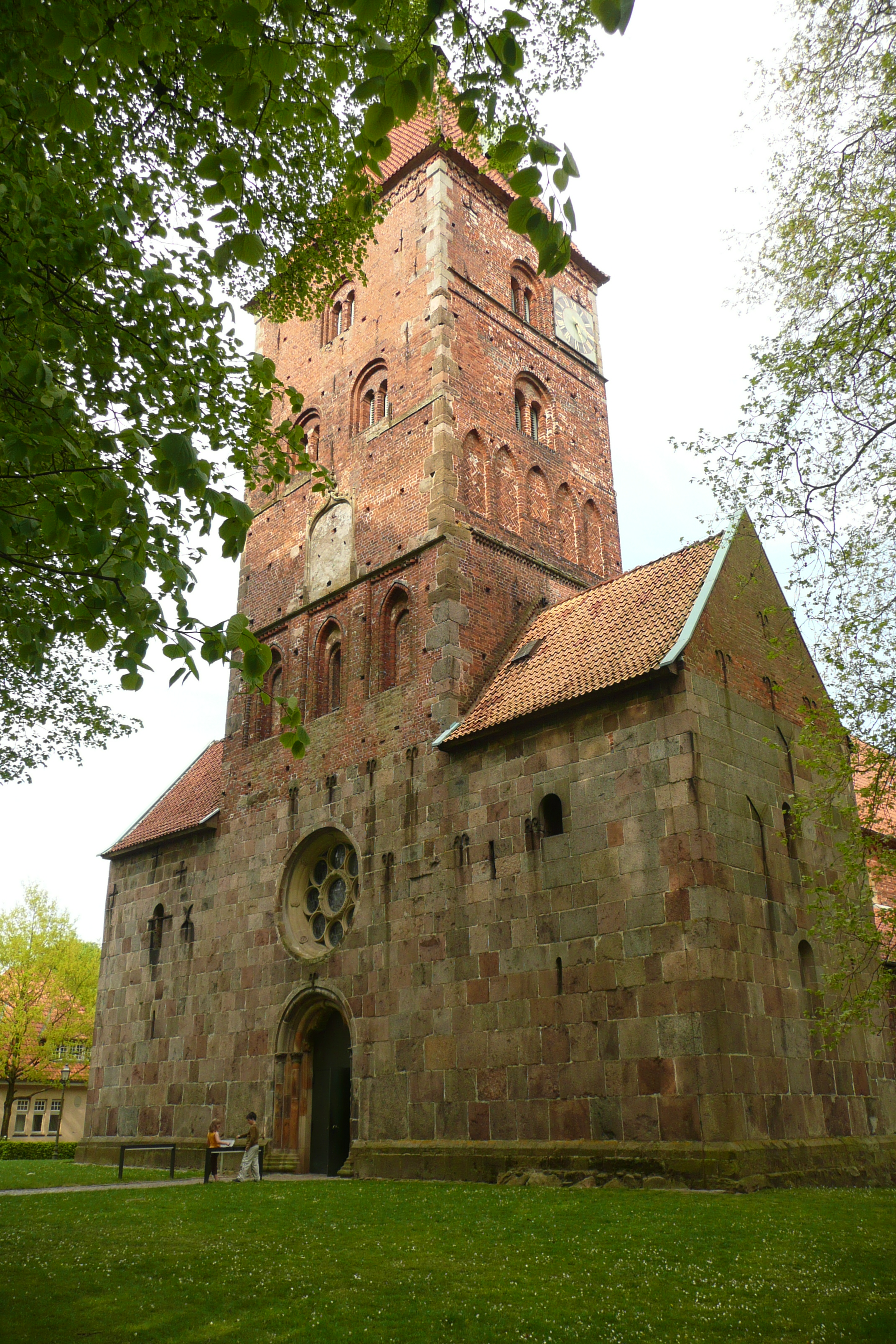
Westbau, romanisch in Granit, gotisch in Backstein
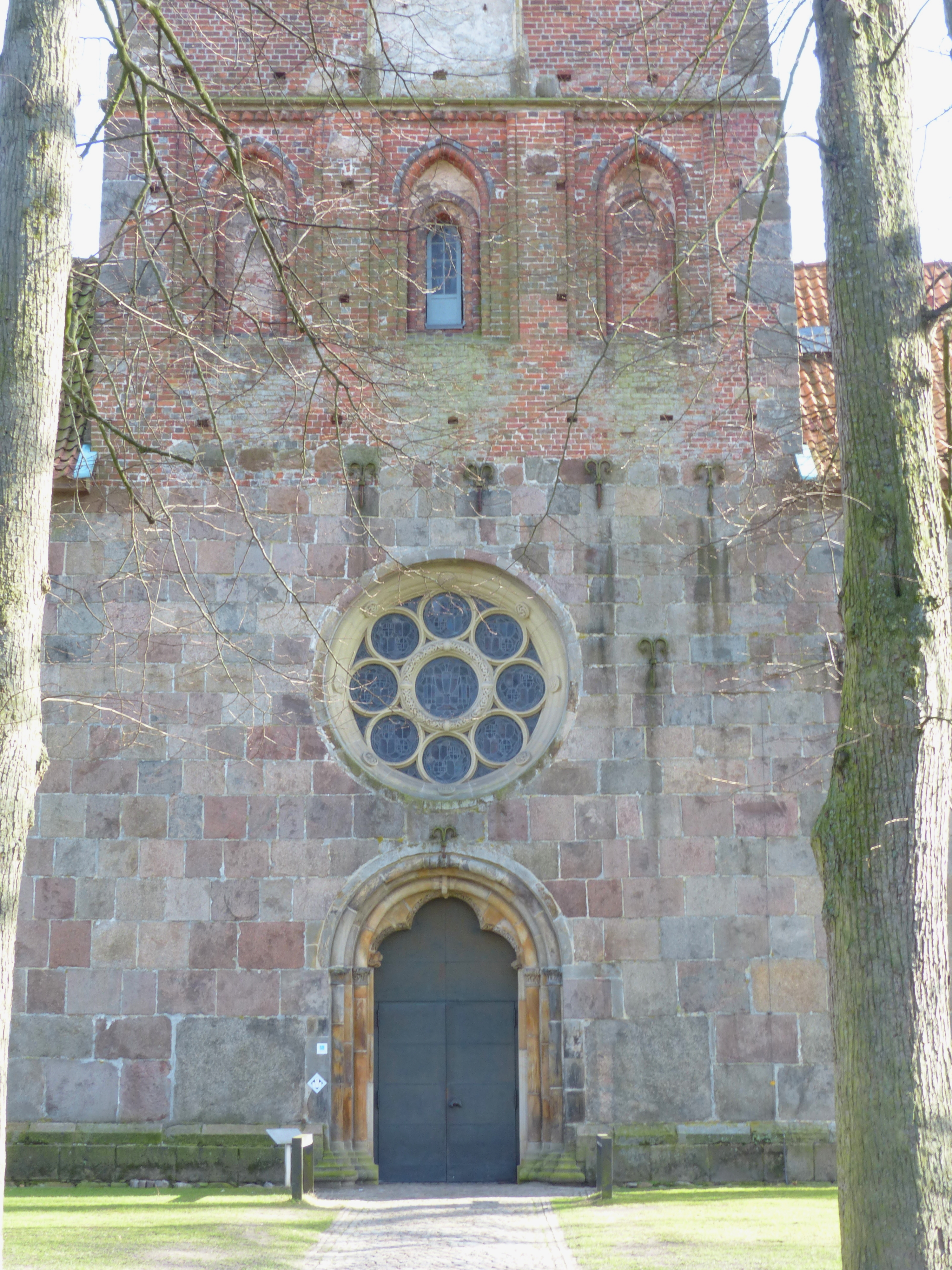
Westfassade: Sandsteinportel (Rundstäbe, Blattkapitelle), Rosenfenster, Fensteretage (Rundstäbe, Backstein teilw. glasiert)
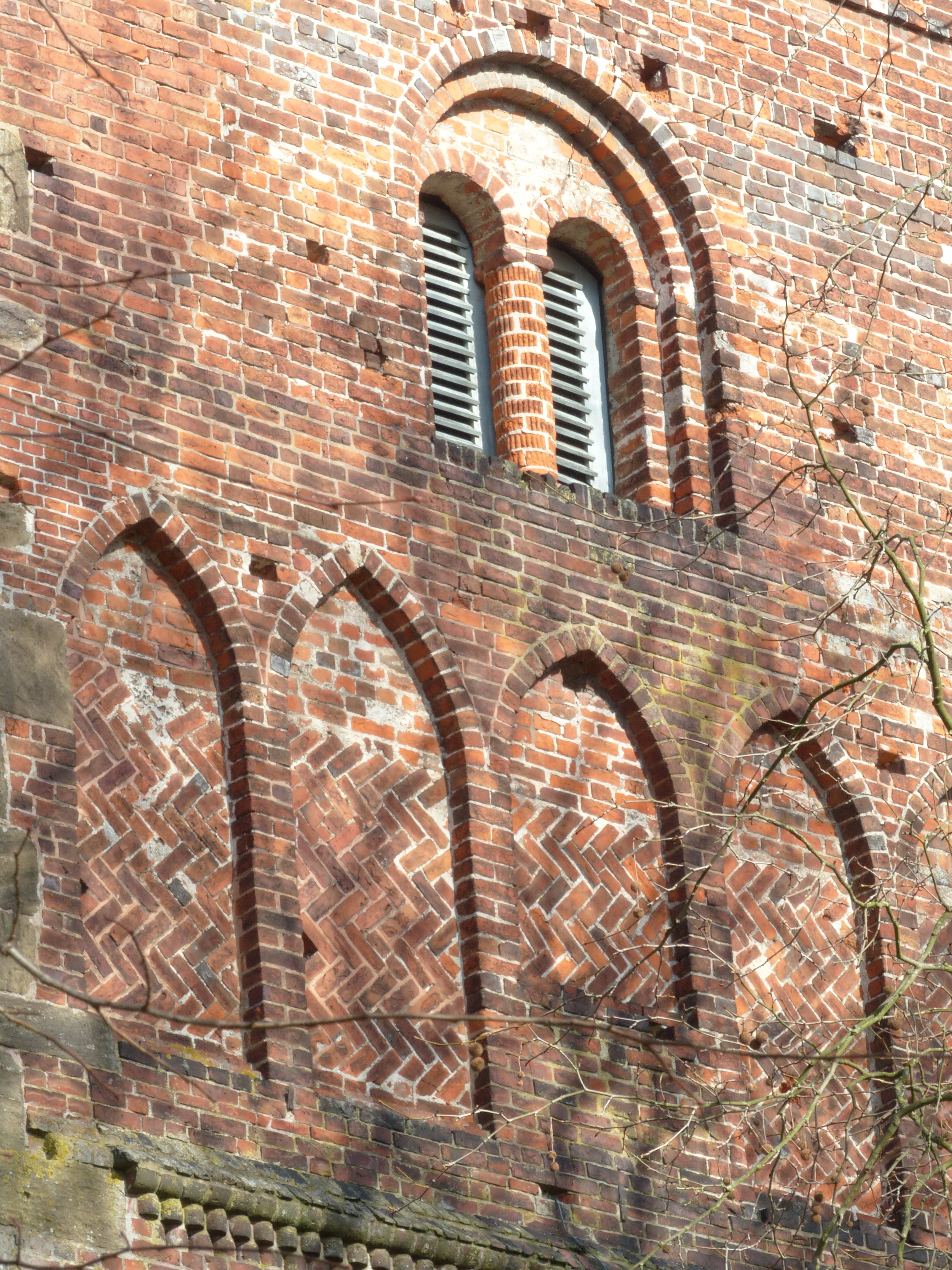
Turm, Südseite, Biforium mit Mittelstütze aus geriffelten Formsteinen, Blenden mit Fischgrätenmuster
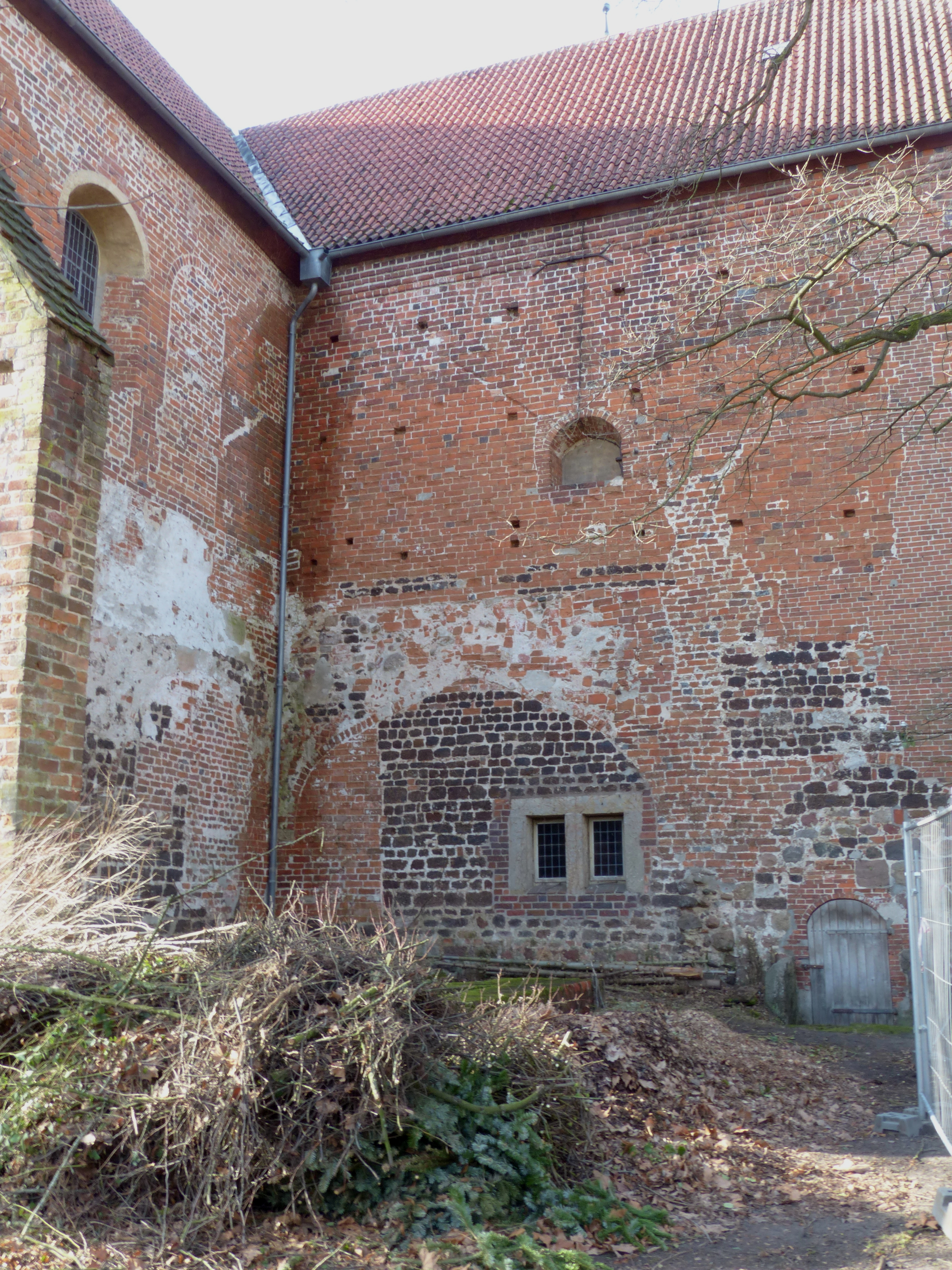
Chor und Nordquerhaus: Anschlüsse der im 18. Jh. abgebrochenen Nikolaikapelle, verschlossen mit Raseneisenstein

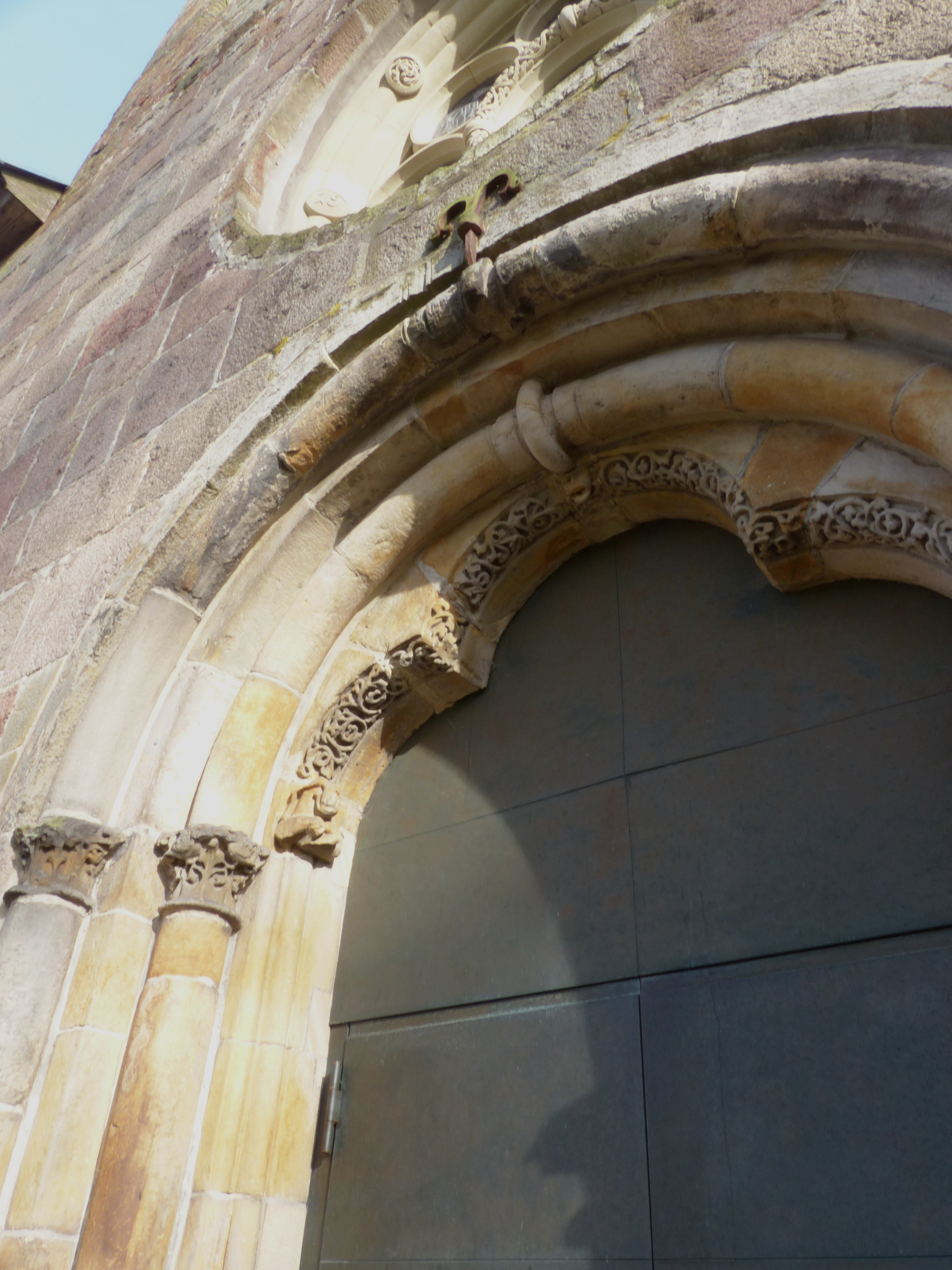
Rundstäbe, Kleeblattbogen, Blattkapitelle und Tiermotive am Westportal

Die Vervollständigung des Westbaus mit einem mittelständigen Turm statt der eingestürzten zwei war der einzige nachweislich erst nach den Einstürzen erfolgte mittelalterliche Schritt des Kirchenbaues. Das unterste Backsteingeschoss zeigt mit den Spitzbögen des Fensters und der Blenden eine eindeutige Hinwendung zur Gotik, andererseits verweist die konsequente Verzierung mit Rundstäben eher noch auf das 13. Jahrhundert, als das in manchen Beschreibungen angeführte 14. Der Turm ist aus Backstein errichtet, aber die Mauerecken durch große Sandsteinquader betont. Die unteren Backsteingeschosse sind mit Blendarkaden aus gotischen Spitzbögen geschmückt. An der Westseite gibt es zudem einen (wahrscheinlich nachträglich eingefügten) spätgotischen Kielbogen aus feiner Steinmetzarbeit. Die beiden oberen Turmgeschosse haben Biforien mit rundbogigen Öffnungen in teils spitz-, teils rundbogigen Überfangbögen.

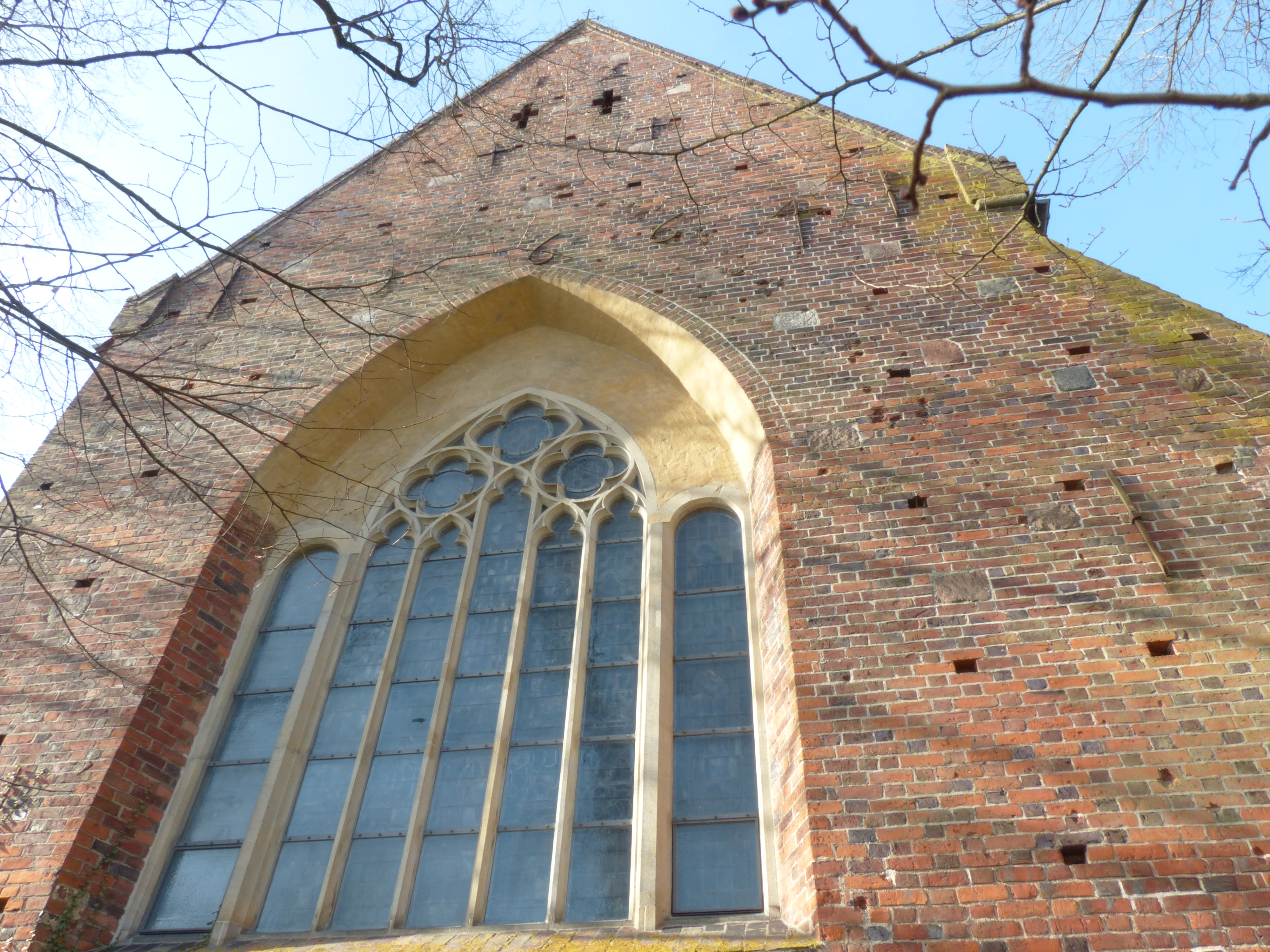
Nachgotik im Ostgiebel

Der Kirchturm steht mittig auf dem Westbau, hat Mauerecken aus Steinquadern und ist durch Gesimse in vier Geschosse gegliedert. Die beiden unteren sind mit gotisch spitzbogigen Blendarkaden geschmückt, die beiden oberen haben, eingerahmt in Blendarkaden romanischer Form nach vorne, aber gotischer Form nach den Seiten, romanisch gestaltete Beforien als Fenster. In die Westwand des Turms ist in das zweite der vier Geschosse ein spätgotischer Kielbogen aus Sandstein eingefügt. Der Turm hat einen quer-rechteckigen Grundriss. Seine Höhne von 55 m ist für das Oldenburger Land ungewöhnlich und demonstriert, dass St. Alexander als nördlichste überregional bedeutende Kirche Westfalens errichtet wurde.
Das Hauptportal in der Mitte hat Gewände aus Sandstein, der innerste Bogen ist ein Kleeblattbogen. Ein Tympanon hat das Portal nicht.
Die Bedachung der Seitenschiffe bestand zunächst aus quer gestellten Satteldächern, deren Anschlüsse an der Südseite noch zu erkennen sind. Danach gab es zeitweise Schleppdächer die kurz unter den Traufen des Mittelschiffs ansetzten, was die Kirche zu einer Pseudobasilika machte. Auf der Nordseite dürfte diese Dachform vor oder mit dem Bau des neuen Turms entstanden sein. Wie das Ostfenster des Chors wurden auch alle anderen als gotisch erscheinenden Fenster des Kirchenraums erst in der zweiten Hälfte des 17. Jahrhunderts geschaffen.

## Ausstattung

### Chor und Vierung

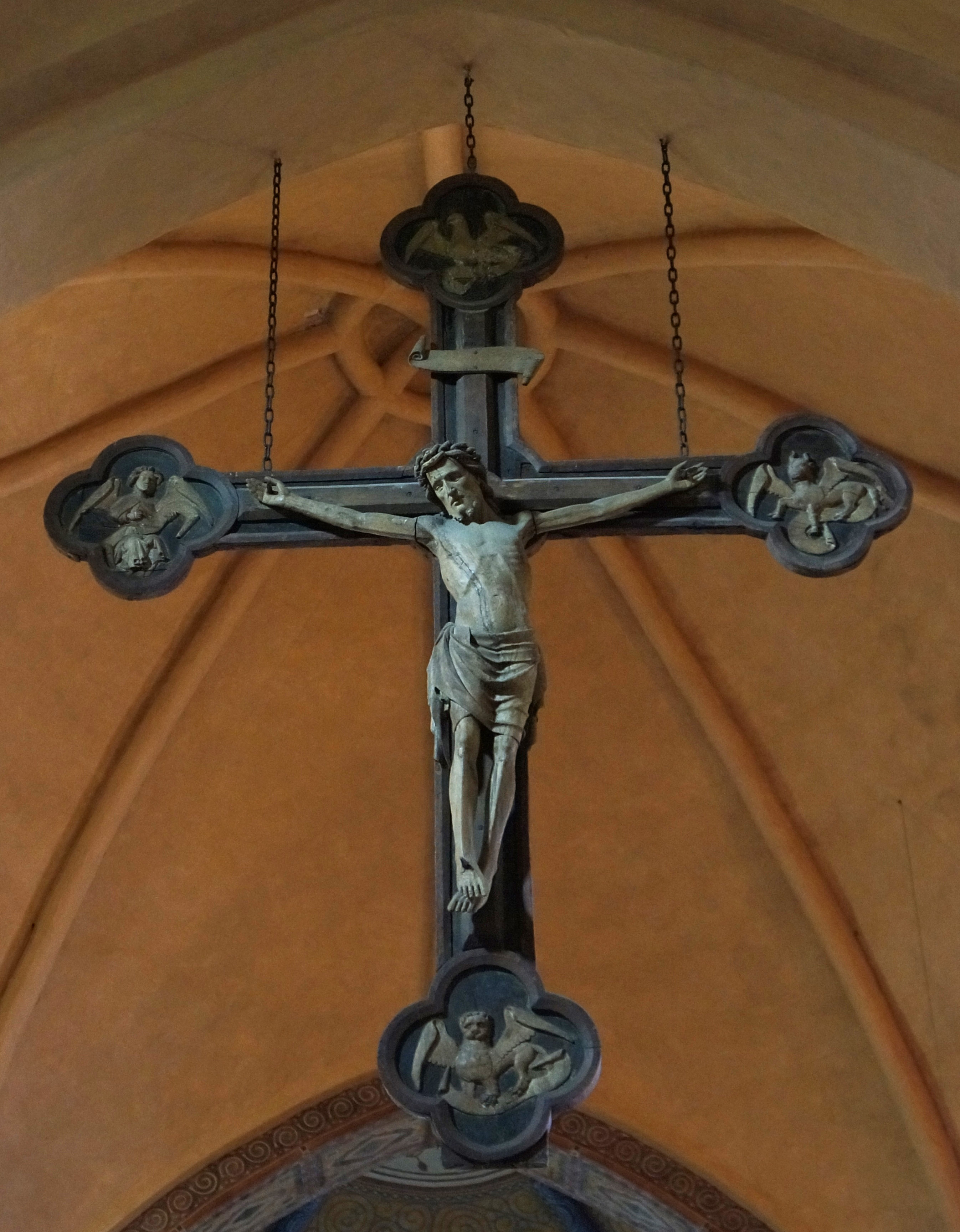
Kruzifix im Hauptschiff

Zur Ausstattung der Kirche zählt ein gotisches Triumphkreuz aus Eichenholz, das um 1400 geschaffen wurde und ursprünglich farbig bemalt war. Seine Arme enden in Vierpässen, in denen die Symbole der vier Evangelisten, Mensch, Löwe, Stier und Adler, dargestellt sind. Das Kreuz hing für lange Zeit im südlichen Querschiff.
In einer hockenden Stützfigur, die mit angewinkelten Armen einen Konsolstein stützt, hat sich vielleicht im 13. Jahrhundert einer der Baumeister als Selbstporträt verewigt.
Aus der Zeit vor der Reformation stammen zwei zierliche Sakramentsnischen an der Nordseite des Chors, eine aus der ersten Hälfte des 14. und eine aus dem Ende des 15. Jahrhunderts. Ebenfalls aus dem späten 15. Jahrhundert stammt der filigran gearbeitete Levitenstuhl an der Südseite des Chors sowie die kleine Madonna am nordwestlichen Pfeiler der Vierung. Auch das einfache steinerne Taufbecken stammt aus jener Zeit; allerdings wurde 1947 eine Kupferschale für das Taufwasser darin eingepasst.
An der Nordseite unter dem Vierungsbogen befindet sich die Jugendstilkanzel, angefertigt vom Bremer Künstler Georg Karl Rohde, der auch die Fenster gestaltete. Den Jugendstilaltar unter dem großen Fenster an der Rückwand des Chores schuf der Oldenburger Künstler Max Gökes.
Unter dem Kreuz steht der 12-Apostel-Altar und an der Südseite die neue Kanzel, beide von Gerhart Schreiter während der Renovierung 1951–1970 geschaffen.

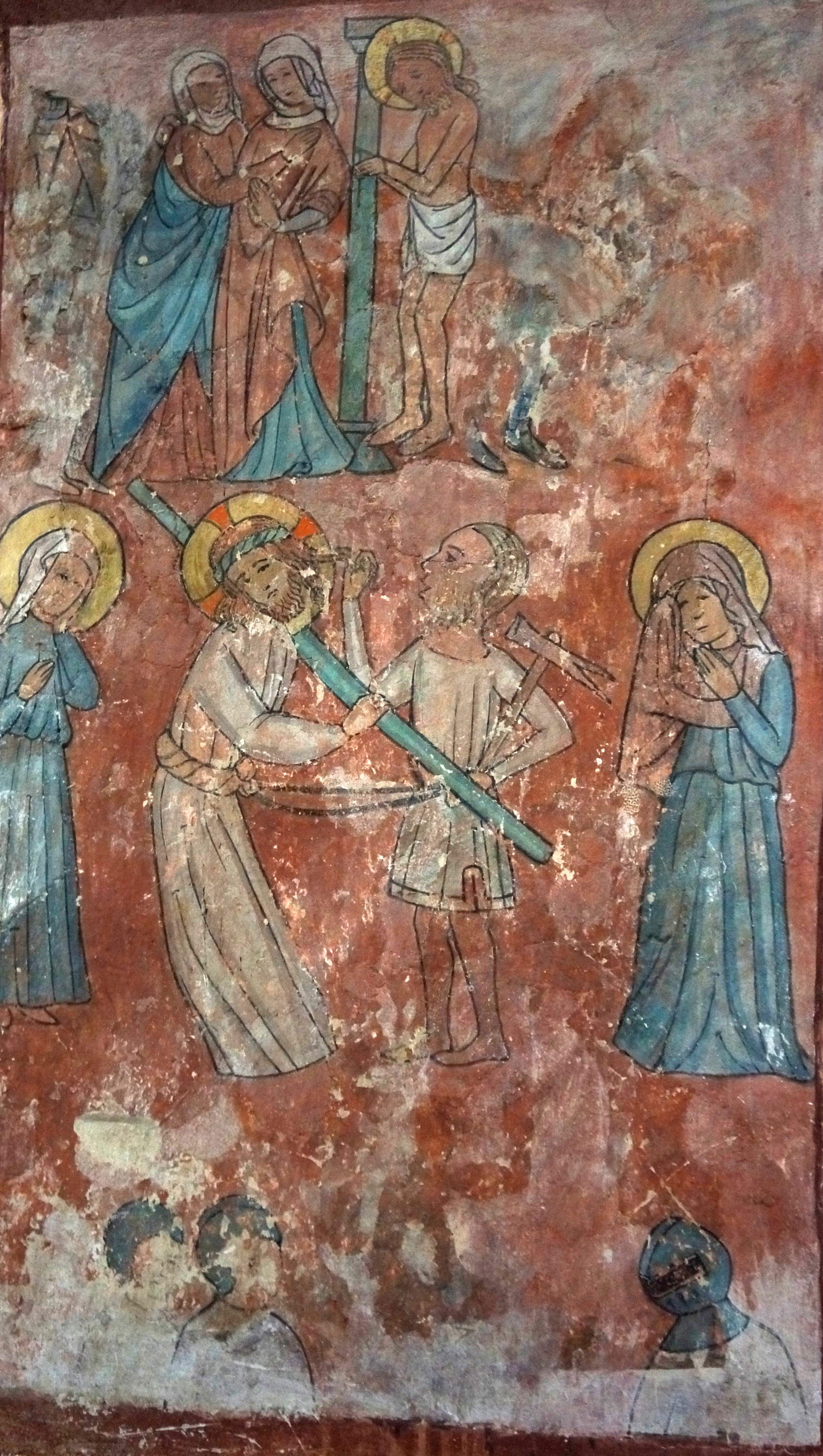
Fresko an Säule im Hauptschiff

### Mittelschiff
Die Wandmalereien stammen aus dem 15. Jahrhundert, sind also, wie bei vielen Kirchen deutlich jünger als die Gewölbe.

### Sakristei
Die Sakristei am südlichen Ende des Querhauses ist ein Rest des Klostergebäudes. An den Wänden befindet sich ein Freskenzyklus aus dem 15. Jahrhundert, der die Jugend und das Leiden Christi darstellt. 1954 fand man darunter eine weitere Schicht mit Gemälden aus der Zeit vor 1270, insbesondere eine schön gestaltete Falkenjagd.

### Orgeln

#### Vater, 1711
Christian Vater baute 1711 eine Orgel, die 18 Register auf zwei Manualen und Pedal umfasste. Sie wurde 1719 durch Vater um Krummhorn 8′ erweitert. Die historische Vater-Orgel, von der das Gehäuse und acht Register erhalten waren, wurde 1978 in St. Stephanus in Fedderwarden aufgestellt.

#### Kleuker, 1970
Als die Kirche 1969/1970 renoviert wurde, schaffte die Gemeinde eine neue Orgel von Detlef Kleuker an, die über 38 Register auf drei Manualen und Pedal verfügte und ein neobarockes Klangbild aufwies.
Nach 50 Jahren wurde die Kleuker-Orgel vom polnischen Orgelbauer Zdzislaw Molin abgebaut und in einer polnischen Kirchengemeinde nahe Danzig errichtet.
| I Hauptwerk C–g3 |              |        |
| 1.               | Quintadena   | 16′    |
| 2.               | Praestant    | 08′    |
| 3.               | Rohrflöte    | 08′    |
| 4.               | Oktave       | 04′    |
| 5.               | Spitzflöte   | 04′    |
| 6.               | Nasard 0     | 02 ⁄3′ |
| 7.               | Waldflöte    | 02′    |
| 8.               | Mixur VI     | 02′    |
| 9.               | Zimbel III 0 | 01⁄3′  |
| 10.              | Trompete     | 08′    |

| II Oberwerk C–g3 |                 |        |
| 11.              | Koppelflöte     | 08′    |
| 12.              | Quintade        | 08′    |
| 13.              | Praestant       | 04′    |
| 14.              | Rohrflöte       | 04′    |
| 15.              | Oktave          | 02′    |
| 16.              | Sifflöte        | 01 ⁄3′ |
| 17.              | Sesquialtera II |        |
| 18.              | Scharf IV       | 01′    |
| 19.              | Vox humana      | 08′    |
|                  | Tremulant       |        |

| III Brustwerk C–g3 |                  |         |
| 20.                | Gedackt          | 08′     |
| 21.                | Hohlflöte        | 04′     |
| 22.                | Prinzipal        | 02′     |
| 23.                | Blockflöte       | 02′     |
| 24.                | Terz             | 01 3⁄5′ |
| 25.                | Quinte           | 01 ⁄3′  |
| 26.                | Glöcklein        | 01′     |
| 27.                | Scharfzimbel III | 02⁄3′   |
| 28.                | Dulzian          | 16′     |
| 29.                | Bärpfeife        | 08′     |
|                    | Tremulant        |         |

| Pedal C–f1 |                    |        |
| 30.        | Prinzipal          | 16′    |
| 31.        | Subbass            | 16′    |
| 32.        | Oktavbaß           | 08′    |
| 33.        | Gedackt            | 08′    |
| 34.        | Choralbass II      | 04′    |
| 35.        | Nachthorn          | 02′    |
| 36.        | Hintersatz VI-VIII | 02 ⁄3′ |
| 37.        | Posaune            | 16′    |
| 38.        | Trompete           | 08′    |

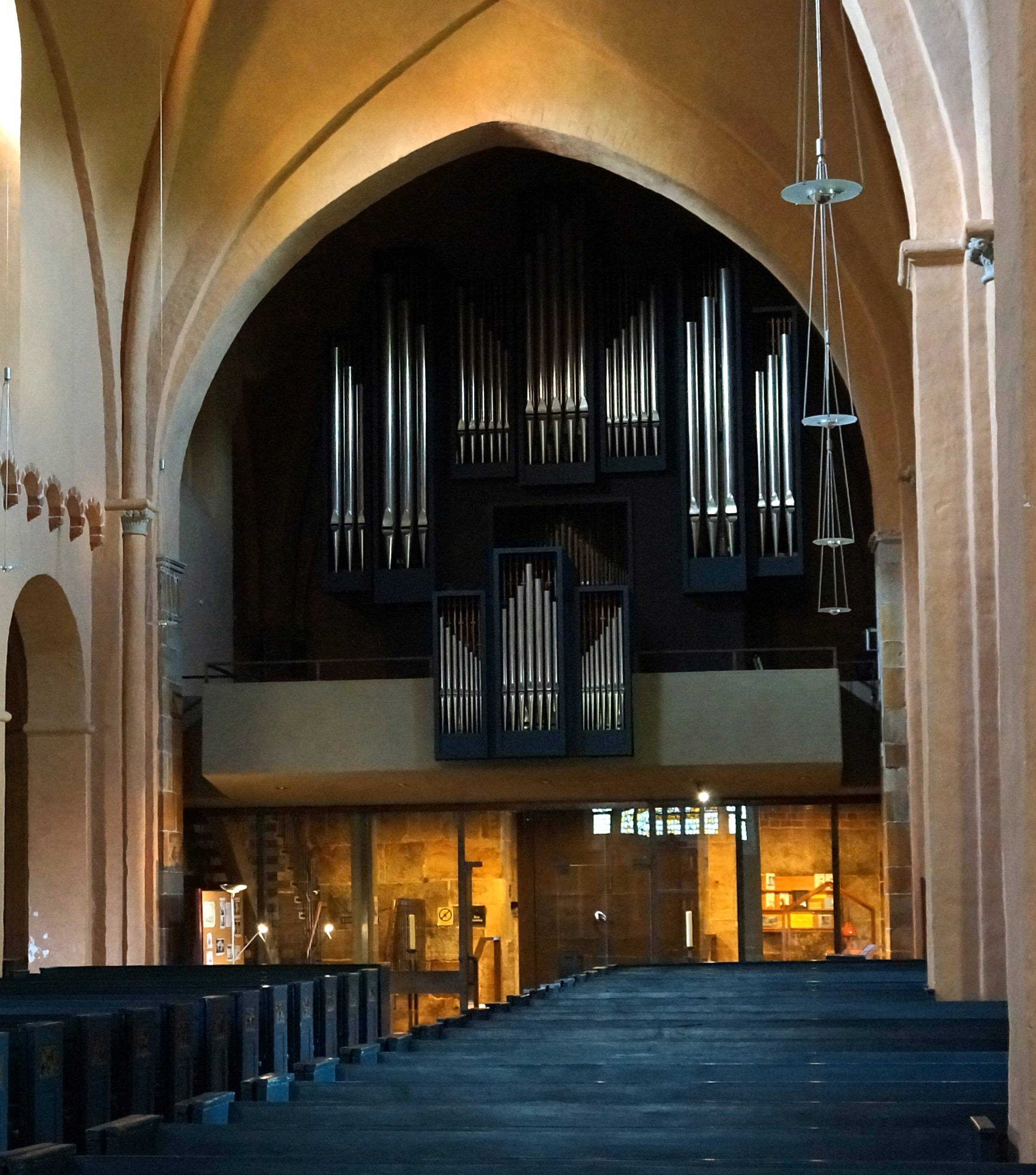
Orgel vor 2021

- Koppeln: II/I, III/I, I/P, II/P, III/P
- Spielhilfen: 6 Setzerkombinationen, Pleno, Zungeneinzelabsteller.

#### Woehl, 2021

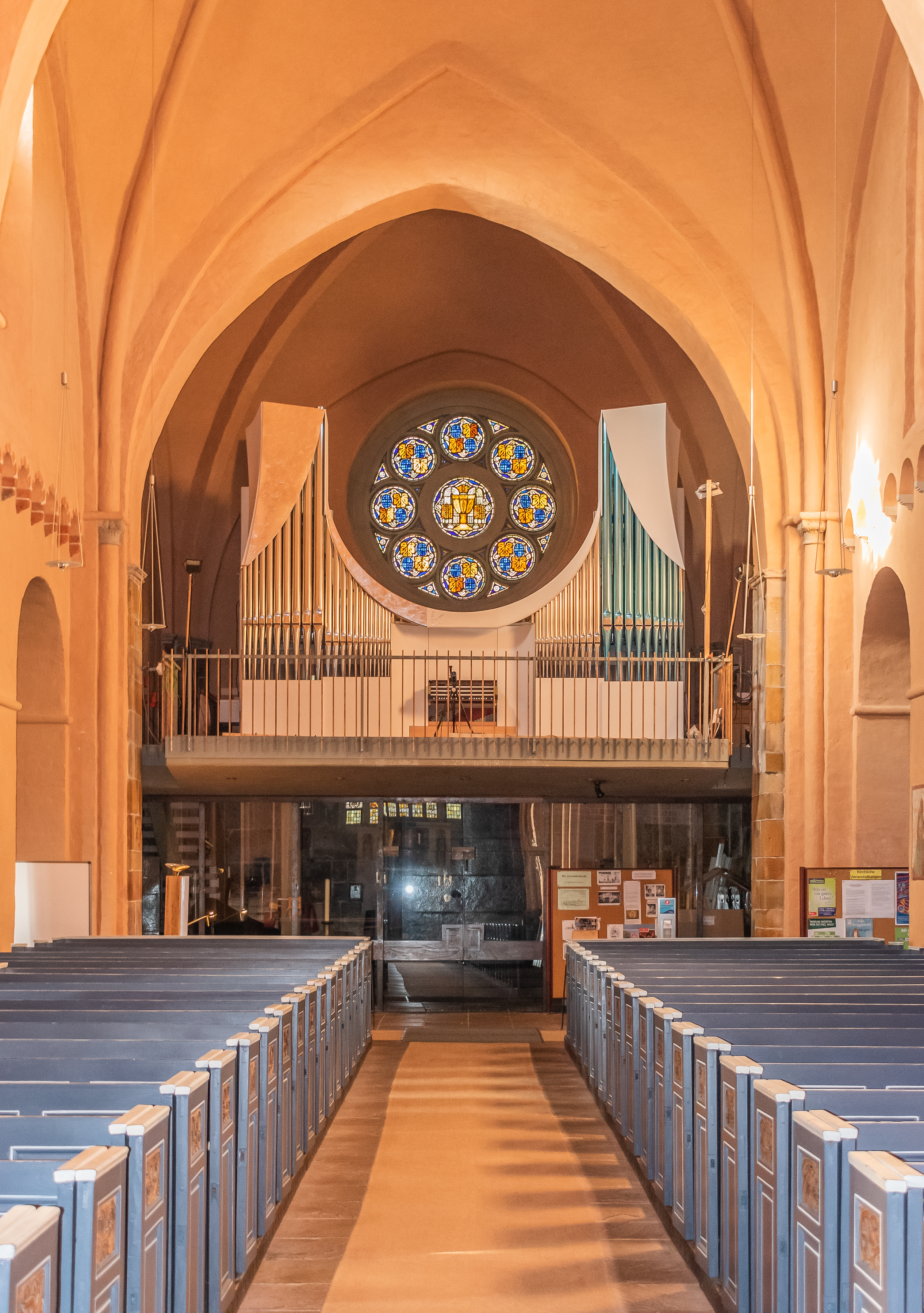
2021 eingebaut

Das symphonisch konzipierte Instrument wurde 2019–2021 von Gerald Woehl in Marburg gebaut. Es hat ebenfalls 38 Register, bietet aber durch zahlreiche Oktavkoppeln und Extensionen sowie ein Multiplexverfahren weitere Klangmöglichkeiten. Das dritte Manual ist zum Ausbau für eine Chororgel als Fernwerk auf der Nordempore vorbereitet. Im Unterschied zu ihrer Vorgängerin trennt die Woehl-Orgel nicht mehr das Rosenfenster über dem Westportal optisch vom Kirchenraum. Die Disposition lautet wie folgt:

| I Hauptwerk C– |                  |         |
| 01.            | Bordun           | 16′     |
| 02.            | Principal        | 08′     |
| 03.            | Flûte harmonique | 08′     |
| 04.            | Bordun           | 08′     |
| 05.            | Viola da Gamba   | 08′     |
| 06.            | Octave           | 04′     |
| 07.            | Flöte            | 04′     |
| 08.            | Quinte           | 02 ⁄3′  |
| 09.            | Doublette        | 02′     |
| 10.            | Terz             | 01 3⁄5′ |
| 11.            | Cornett II–V     |         |
| 12.            | Mixtur IV–V      | 02′     |
| 13.            | Trompete         | 16′     |
| 14.            | Trompete         | 08′     |

| II Schwellwerk C– |                  |        |
| 15.               | Gedeckt          | 16′    |
| 16.               | Geigenprincipal  | 08′    |
| 17.               | Salicional       | 08′    |
| 18.               | Unda maris       | 08′    |
| 19.               | Lieblich Gedackt | 08′    |
| 20.               | Quintatön        | 08′    |
| 21.               | Principal        | 04′    |
| 22.               | Hohlflöte        | 04′    |
| 23.               | Viola alto       | 04′    |
| 24.               | Nasard           | 02 ⁄3′ |
| 25.               | Violine          | 02′    |
| 26.               | Flageolet        | 02′    |
| 27.               | Mixtur IV        | 02′    |
| 28.               | Klarinette       | 16′    |
| 29.               | Klarinette       | 08′    |
| 30.               | Vox humana       | 08′    |
|                   | Tremulant        |        |

| III Schwellwerk C– |                      |     |
| 31.                | Viole de Gambe       | 08′ |
| 32.                | Voix céleste         | 08′ |
| 33.                | Doppelflöte          | 08′ |
| 34.                | Flöte traverse       | 04′ |
| 35.                | Bombarde             | 16′ |
| 36.                | Trompette harmonique | 08′ |
| 37.                | Hautbois             | 08′ |
| 38.                | Clairon harmonique   | 04′ |
|                    | Tremulant            |     |

| Pedalwerk C– |              |     |
| 39.          | Groß Bordun  | 32′ |
| 40.          | Kontrabass   | 16′ |
| 41.          | Violonbass   | 16′ |
| 42.          | Subbass      | 16′ |
| 43.          | Gedecktbass  | 16′ |
| 44.          | Echobass     | 16′ |
| 45.          | Oktavbass    | 08′ |
| 46.          | Bassflöte    | 08′ |
| 47.          | Cello        | 08′ |
| 48.          | Octave       | 04′ |
| 49.          | Posaune      | 16′ |
| 50.          | Basson       | 16′ |
| 51.          | Klarinette   | 16′ |
| 52.          | Basstrompete | 08′ |
| 53.          | Basson       | 08′ |
| 54.          | Cantus       | 04′ |

- Koppeln:
  - Normalkoppeln: II/I, III/I, III/II, I/P, II/P, III/P
  - Superoktavkoppeln: III/I, III/III
  - Suboktavkoppeln: I/I, II/I, II/II, III/I, III/II
- Spielhilfen: klassischer Wind an, Walze an, Setzeranlage

### Geläut
Der Kirchturm beherbergt drei Kirchenglocken. Eine davon wurde im Jahr 1448 gegossen.

## Remter

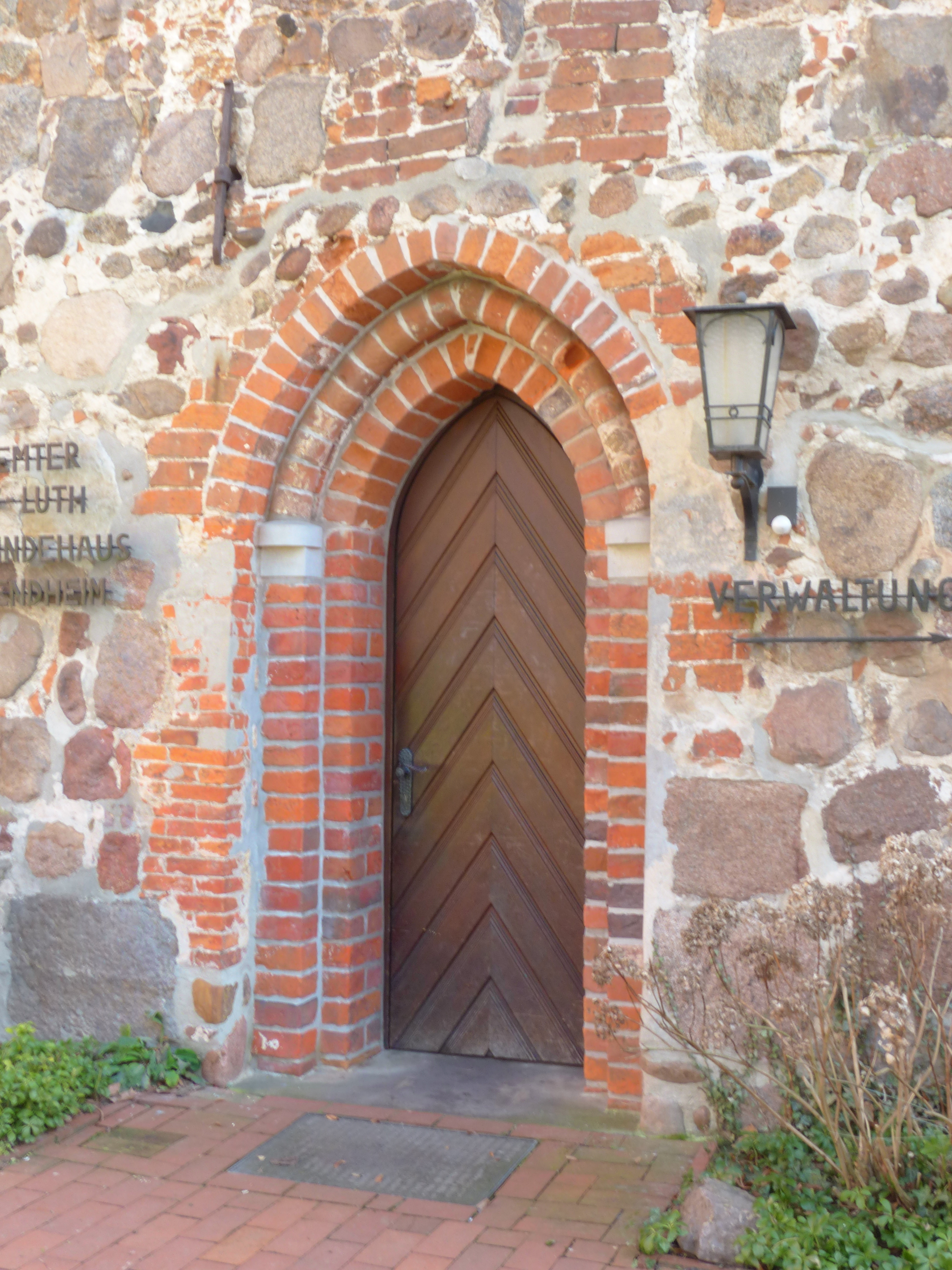
Gotisches Remterportal

Als Stiftskirche hatte St. Alexander im Mittelalter eine Klausur. Deren Kreuzgang wurde Anfang des 19. Jahrhunderts abgebrochen. Erhalten ist der an die Sakristei anschließende Remter angebaut, der sich in Nordsüdrichtung erstreckt. Er enthielt Speise- und Schlafsaal der Chorherren des Stiftes Alexandri und ist fast ganz aus Feldstein gemauert. Nach Westen hat er aber ein gotisches Stufenportal aus Backstein. Errichtet zwischen 900 und 1000, ist er älter als alle heutigen Teile Kirche und gilt er als eines der ältesten bewohnten Gebäude Deutschlands.

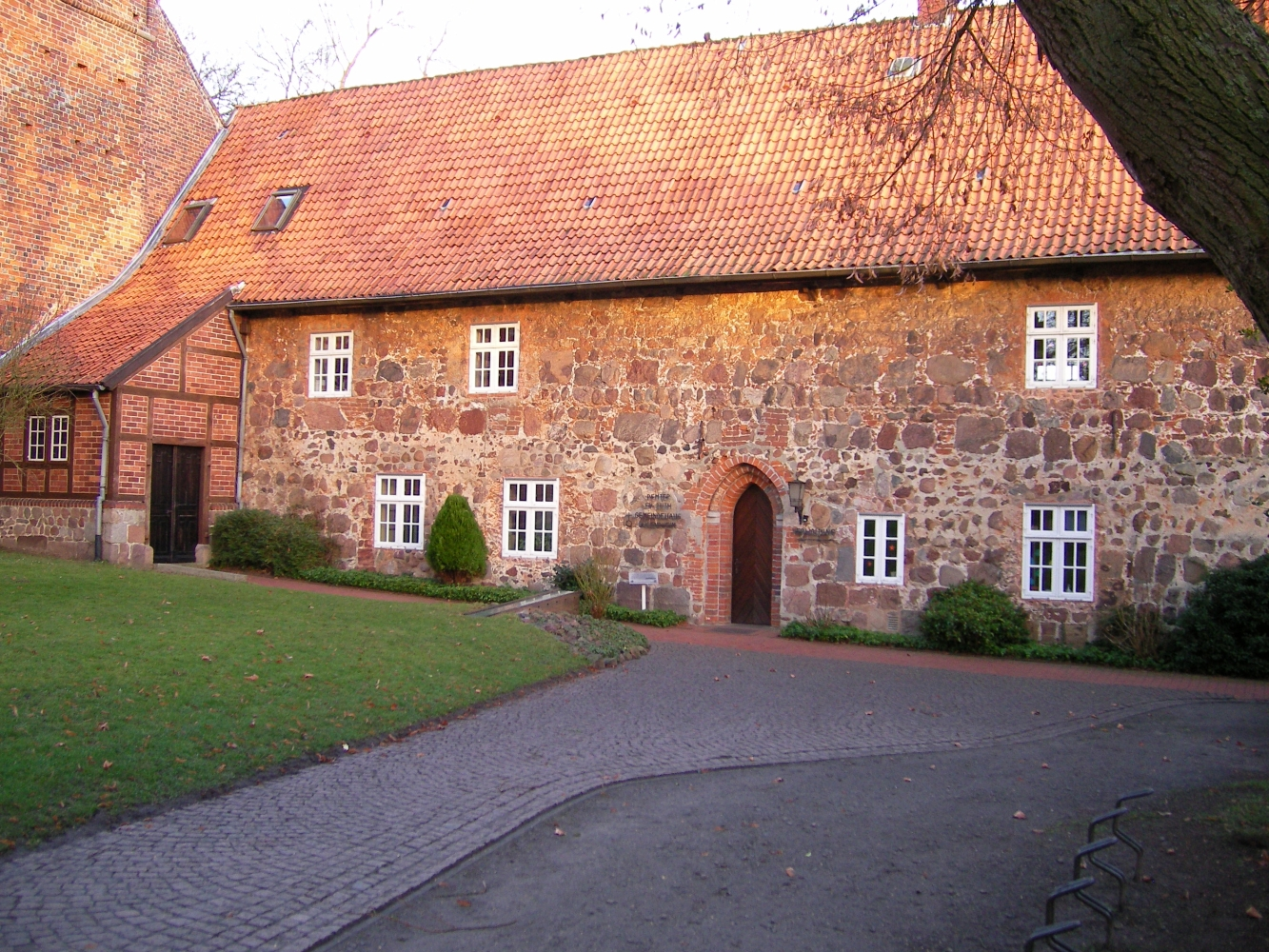
Remter von Westen
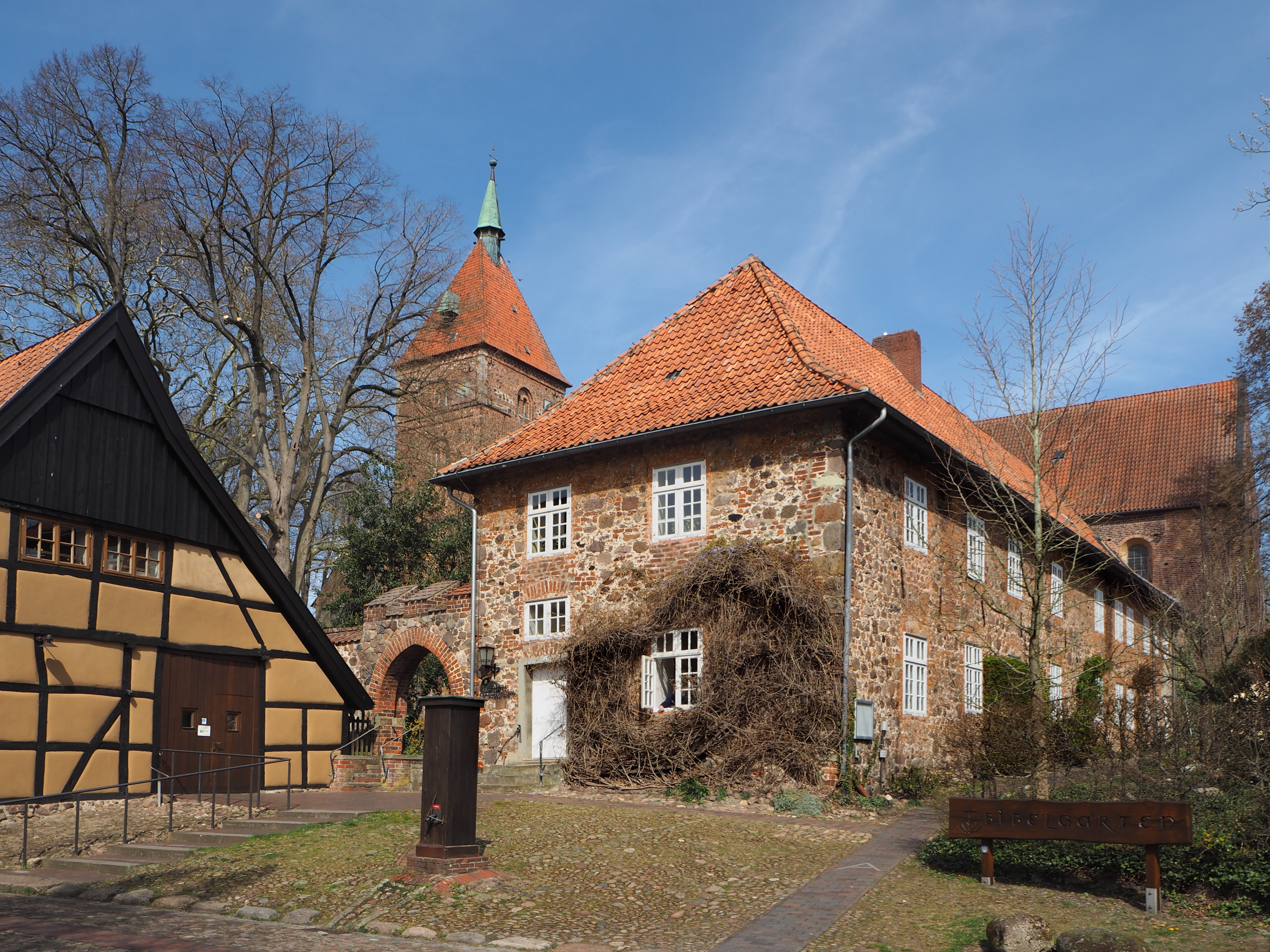
Remter von Süden; links Wachtmannsches Haus (Ende 17. Jh.)
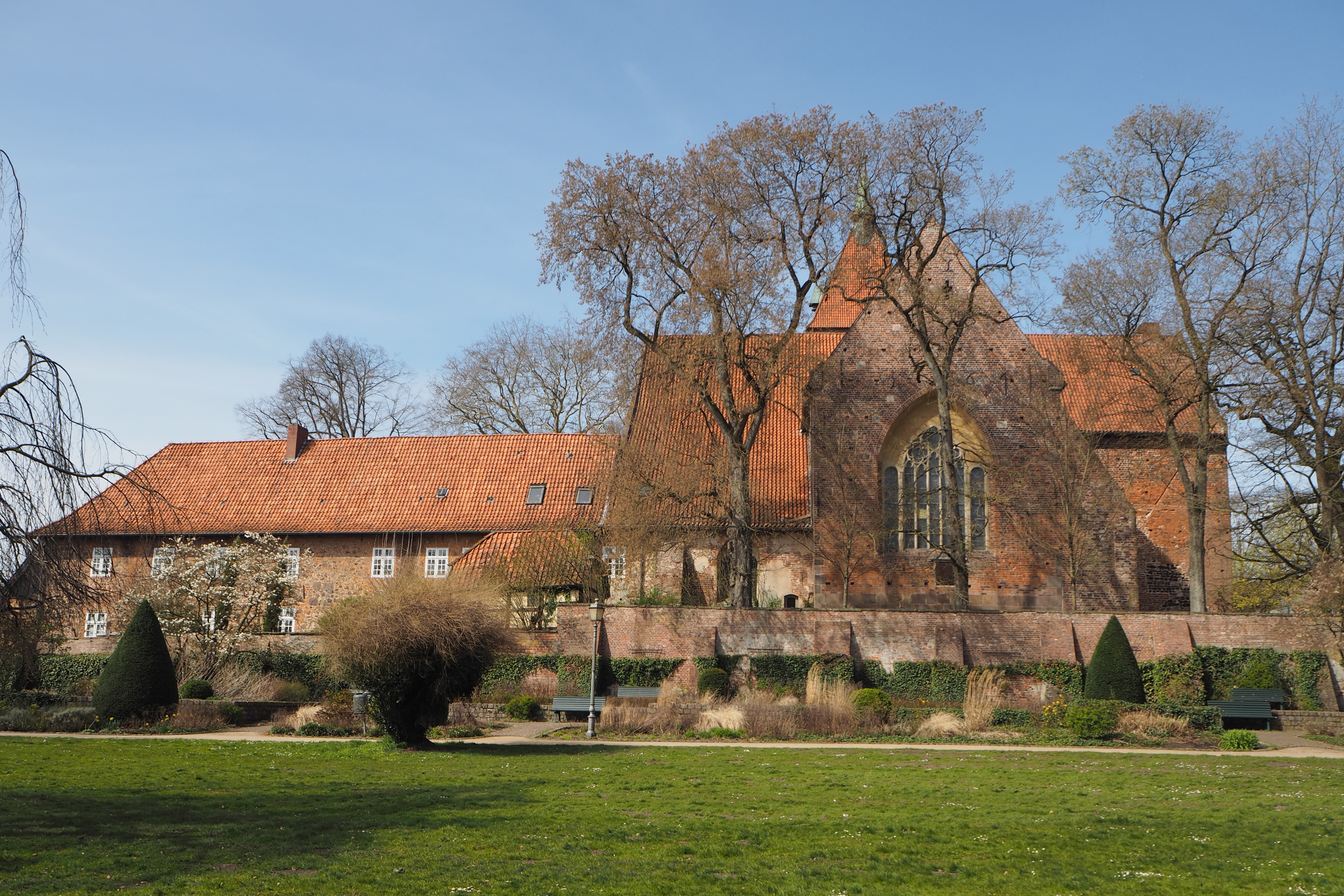
Remter, links an die Sakristei (vor dem Querhaus) anschließend

## Gemeinde
Die Reformation wurde in Stift und Stadt Wildeshausen erstmals 1543 von Bischof Franz von Waldeck eingeführt. 1547 kehrten Bistum und Stift zum Katholizismus zurück, aber die Stadt blieb lutherisch. Es kam zu weiteren, zumeist militärisch erzwungenen Konfessionswechseln. 1699 wurde die Stadt endgültig evangelisch-lutherisch und die katholischen Kanoniker zogen nach Vechta um. Jeden Sonntag findet ein Gottesdienst der evangelischen Kirchengemeinde um 10 Uhr in der Alexanderkirche statt, einmal im Monat am Freitag um 18:30 Uhr „Alex 18:30 - der junge Gottesdienst“ in moderner Form.